# 2008 en littérature
| Années de la littérature : 2005 - 2006 - 2007 - 2008 - 2009 - 2010 - 2011    |
| Décennies de la littérature : 1970 - 1980 - 1990 - 2000 - 2010 - 2020 - 2030 |

Cet article présente les faits marquants de l'année 2008 en littérature.

## Événements
Janvier 2008
- 9 janvier : centenaire de la naissance de Simone de Beauvoir, qui donne lieu à de nombreuses rééditions de romans et analyses de son œuvre en France, notamment dans la presse spécialisée.
- Le jury Goncourt renouvelle ses membres : François Nourissier et Daniel Boulanger deviennent membres honoraires.

Avril 2008
- Du 12 au 13 avril, à Angers et Saumur, 13e édition des Journées nationales du livre et du vin sur le thème de l'« ivresse pacificatrice ».
- La romancière J. K. Rowling et la Warner Bros. intentent un procès à l'éditeur américain RDR Books pour violation de propriété intellectuelle pour avoir voulu publier une encyclopédie de 400 pages consacrée au jeune sorcier, le Harry Potter Lexicon, rédigé par Steve Vander Ark (un bibliothécaire d'école animateur d'un site consacré à l'univers créé par J.K. Rowling). Les avocats de RDR Books et de Steve Van Ark présentent l'encyclopédie comme « un ouvrage de référence utile » dont le continu original « s'inscrit dans une longue tradition de commentaires littéraires ». Selon les spécialistes, ce procès va permettre de déterminer le bon usage d'une œuvre en déterminant jusqu'où peuvent aller les auteurs de guides, encyclopédies et autres outils concernant une œuvre connue.
- 21 avril : le groupe d'édition espagnol Planeta (CA 2006 : 1,8 milliard d'euros) acquiert le no 2 français de l'édition, le groupe Editis (CA 2007 : 760,3 millions d'euros) pour 1 026 millions d'euros auprès du groupe Wendel. Editis regroupe : First Editions, La Découverte, Éditions XO, Le Cherche midi, Place des éditeurs (Presses de la cité, Belfond, Convergences, Omnibus, Hors Collection, Le Pré aux Clercs, Solar, Acropole, Lonely Planet, Hemma et Langue au chat), Univers Poche (Pocket et 10/18), Perrin, Plon, Bordas, Nathan, Paraschool et Le Robert. Dans le cadre de l'accord, Planeta s'est engagé à ne pas dépecer le groupe Editis avant au moins 18 mois, les éditions scolaires Nathan et Bordas constituant un dossier politiquement sensible. En quatre ans Editis change de main pour la troisième fois, dont Lagardère en 2003 puis Wendel en juin 2004.

Mai 2008
- Huit directeurs de salles privées (La Michodière, Antoine, La Madeleine, Palais-Royal, Tristan-Bernard, Hébertot, Nouveautés et Poche-Montparnasse) ont lancé une pétition contre le directeur des Molières, Jean-Claude Houdinière. L'initiateur de la fronde, Jacques Crépineau, affirme « Il a réussi à faire une organisation plus perverse que la précédente ». Parmi leurs griefs : les noms des personnalités du jury n'ont pas été transmis, certains des jurés n'auraient pas assisté à tous les spectacles de la sélection, France 2 a diffusé une pièce de théâtre le soir même des Molières, la soirée fut ridicule, la pièce Cyrano de Bergerac qui a obtenu une brassée de récompenses est emmenée en tournée par le théâtre que dirige Jean-Claude Houdinière.
- Le livre de Sylvain Gouguenheim, Aristote au Mont Saint-Michel. Les Racines grecques de l'Europe chrétienne déclenche une polémique virulente au sujet des voies de transmission de la culture grecque de l'Antiquité.
- Un texte inconnu d'Arthur Rimbaud est retrouvé par hasard chez un bouquiniste. Signé du pseudonyme de « Jean Baudry », il s'agit d'une « fantaisie » intitulée Le Rêve de Bismarck, publiée en 1870 par un journal de Charleville.
- L'ensemble des neuf manuscrits surréalistes signés André Breton, dont le célèbre Manifeste, est vendu aux enchères pour 3,65 millions d'euros avec les frais. L'acheteur est Gérard Lhéritier, fondateur en 2003, du musée des Lettres et des manuscrits.
- Les 30 mai et 1er juin, à Montpellier, la Comédie du Livre avec comme invitée d'honneur, la littérature russe. 110 000 visiteurs attendus par quelque 300 auteurs.

Juillet 2008
- Le 11 juillet, l'éditrice Héloïse d'Ormesson est nommée chevalière de l'ordre national de la Légion d'honneur au nom de ses 23 ans de service dans l'édition française.

Octobre 2008
- Du 10 au 12 octobre : 20e édition de Lire en fête.
- Du 18 au 19 octobre : 13e édition du salon Polar & Cie de Cognac.

Décembre 2008
- Hachette Livre (groupe Lagardère) acquiert 60 % des Éditions Albert René, qui éditent les albums d'Astérix, soit les participations d'Albert Uderzo (40 %) et d'Anne Goscinny, la fille de René (20 %). Albert René édite les albums d'Astérix postérieurs à la disparition de Goscinny et exploite l'ensemble des droits dérivés liés au personnage, ainsi que les droits audiovisuels. Hachette Livre a par ailleurs acquis auprès d'Anne Goscinny et Albert Uderzo « les droits d'édition des vingt-quatre albums d'Astérix publiés du vivant de René Goscinny pour la durée de la propriété littéraire et artistique et le monde entier »[1].
- Plus de 2,6 millions d'exemplaires des Contes de Beedle le barde, rédigés par l'écrivain britannique J. K. Rowling, ont été vendus en une semaine, permettant de récolter près de 4,70 millions d'euros au profit d'une organisation caritative de l'auteur de Harry Potter[2].

## Presse
- Février 2008 : Le Prix Louis-Hachette est attribué à François Hauter pour sa série d'articles sur les diasporas chinoises parus dans Le Figaro en été 2007 à la manière de longs reportages déclinés en feuilletons. La série d'articles sera publiée sous le titre Planète chinoise aux éditions Carnets Nord.
- Avril 2008 :
  - Le prix Pulitzer dans la catégorie « breaking news photography » est attribué au Pakistanais Adrees Latif de l'agence Reuters de Bangkok, pour une photographie montrant la mort en direct du cameraman japonais Kenji Nagai lors d'une manifestation en Birmanie le 27 septembre 2007.
  - Le Syndicat de la presse magazine et d'information a décerné ses dix-sept prix annuels : le prix du meilleur magazine de l'année 2008 est décerné à Geo du groupe Prisma Presse, le prix de la meilleure nouvelle formule est décerné à Marie Claire et le prix de la meilleure couverture est décerné à Elle pour sa une spéciale consacrée à Cécilia, le divorce.
- Mai 2008 :
  - 10 mai : le prix Albert-Londres de la presse écrite est attribué à Benjamin Barthe (Le Monde et L'Express) pour ses articles sur la bande de Gaza. Le prix Albert-Londres de l'audiovisuel est attribué à Alexis Montchovet, Stéphane Marchetti et Sébastien Mesquida pour leur film Rafah, Chroniques d'une ville dans la bande de Gaza.
  - 25 mai : Sortie du nouveau gratuit Sport Dimanche diffusé à 210 000 exemplaires avec le Journal du dimanche. Il s'agit en fait d'une édition spéciale du gratuit Sport diffusé à 500 000 exemplaires dans les kiosques.
  - Le prix Jacques-Goddet LCL est décerné à Jean-Julien Ezvan pour son article Le business sera bon si le sport est prioritaire. Ce prix récompense le meilleur article écrit pendant le Tour de France.

## Parutions

### Bande dessinée
1. Mario Alberti (illustrations), Gospé et Sempinny (auteurs), Nicolas a de petits soucis, Pascal Galodé éditeurs, 180 p.. Pastiche du Petit Nicolas.
2. Joséphine Bagieu, Joséphine, éd. Jean-Claude Gawsewitch, 64 p..
3. Daniel Bardet et Michel Janvier, Madame Bovary, éd. Adonis, février, 64 p.. Album accompagné par un CD (texte intégral), un livre audio MP3 interprété par Claude Cyriaque, une bio expresse de Gustave Flaubert, un lexique et un exposé sur l'époque.
4. Baru (dessin), Pierre Pelot (selon son roman), Pauvres Zhéros, éd. Casterman.
5. Émile Bravo, Une aventure de Spirou et Fantasio : Spirou, le journal d'un ingénu, couleurs Delphine Chedru, éd. Dupuis, avril, 72 pages  (ISBN 2800140526).
6. Thierry Coppée, Les Blagues de Toto, couleurs Lorien, éd. Delcourt, coll. Jeunesse, avril, 31 pages  (ISBN 978-2-7560-1174-5).
7. Coq : Les aventures de Bela Postic. Punitions !, éd. Rebecca Rills. BD érotique.
8. Robert Crumb (américain), Héros du blues, du jazz et de la country, éd. de la Martinière, 240 pages et 1 CD.
9. Philippe Dupuy et Charles Berberian, Bienvenue à Boboland, éd. Fluide glacial, 56 p..
10. Ricardo Federicci (dessins), François Rivière (scénario), La Madone de Pellini, tome 1, éd. Laffont BD, 48 p..
11. Cathy Guetta et Clara Dupont-Monod, Bains de nuit, éd. Fayard, mars, 244 pages  (ISBN 2213631174).
12. Emmanuel Guibert, La Guerre d'Alan, éd. L'Association, coll. Ciboulette, mars, 128 pages  (ISBN 9782844142610). Troisième et dernier volume des souvenirs du soldat américain Alan Ingram Cope.
13. Alain Jost, Thierry Culliford et Pascal Garray, Les Schtroumpfs, Tome 26 : Les Schtroumpfs et le livre qui dit tout, éd. du Lombard, janvier, 48 pages  (ISBN 280362382X).
14. Masashi Kishimoto, Naruto, volumes 34, 35, 36, 37, traduction Sébastien Bigini, éd. Kana, coll. Shonen Kana. Manga.
15. Manu Larcenet, Le Combat ordinaire, tome 4 : Planter des clous, éd. Dargaud, mars  (ISBN 2205061402).
16. Takeshi Obata et Tsugumi Ohba, Death Note, éd. Kana, coll. Dark Kana, avril, 208 pages  (ISBN 9782505002970). Manga.
17. Aude Picault, Eva. Jeune femme se cherche désespérément, éd. Glénat, mars, 64 pages  (ISBN 9782723462815).
18. Sakura Fujisue, Comme elles tomes 1 et 2, éd. Delcourt, 224 p.. Les aventures de deux lycéennes.
19. Yves Sente et André Juillard, Les aventures de Blake et Mortimer : Le sanctuaire du Gondwana, vol. 18, couleurs Madeleine DeMille, éd. Blake & Mortimer, mars, 56 pages  (ISBN 9782870970874).
20. Joann Sfar et Antoine de Saint-Exupéry (1900-1944), Le Petit Prince, éd. Gallimard BD, 112 p..
21. Art Spiegelman (américain), Breakdowns (1978), traduction Pierre Lévy-Soussan et Richard Zrehen, éd. Casterman, mars, 72 pages  (ISBN 9782203370074). Les premiers travaux du futur prix Pulitzer.
22. Vrancken et Desberg, I.R.$, tome 10. La Loge des assassins, éd. Le Lombard, 48 p..
23. Dico Manga, éd. Fleurus, 624 p..
24. Mai 68, le pavé de bande dessinée. Le témoignage graphique sur Mai 68 par plusieurs générations d'auteurs.

### Biographies
1. Renzo Agasso, Dominique Lapierre. Nous pouvons tous changer le monde.
2. Nicole Bertolt, François Roulmann, préface Marc Lapprand, Boris Vian, le swing et le verbe, éd. Textuel, 223 p..
3. Gisèle Bienne, La Ferme de Navarin, éd. Gallimard, janvier, 130 p.. Sur les traces de Blaise Cendrars.
4. Benazir Bhutto (pakistanaise), Fille de l'Orient. 1953-2007 - Une vie pour la démocratie, traduit par Simone Lamblin et Isabelle Taudière, éd. Héloïse d'Ormesson, janvier, 595 p.. Assassinée le 27 décembre 2007.
5. François Buot, Nancy Cunard, éd. Fayard-Pauvert. Féministe et égérie qui marqua la vie mondaine des années 1920.
6. Aimé Césaire et Françoise Vergès (interviewer), Nègre je suis, nègre je resterai, éd. Albin Michel, mai, 148 p.,  (ISBN 2226158782).
7. Patrick Chesnais, Il est où Ferdinand ? Journal d'un père orphelin, éd. Michel Lafon, 262 p..
8. Danièle Delorme, Demain, tout commence, éd. Robert Laffont, 234 p.. Autobiographie.
9. Jean-Paul Desprat, Mirabeau. L'Excès et le retrait, éd. Perrin, 792 p..
10. Pierre Desproges (1939-1988), Tout Desproges, éd. Le Seuil, mars, 1 449 p.,  (ISBN 2020971518).
11. Rupert Everett et Emmanuelle Burr-Campillo (coauteur), Tapis rouges et autres peaux de bananes, traduit par Véronique Campillo, éd. K&B, mars, 424 p.,  (ISBN 9782915957419). Autobiographie de l'acteur.
12. François Forestier (journaliste), Marilyn et JFK, éd. Albin Michel, 300 p..
13. Rajmohan Gandhi, Gandhi, sa véritable histoire par son fils, éd. Buchet-Chastel.
14. Théophile Gautier, Ménagerie intime, éd. des Équateurs, 130 p.. Autobiographie.
15. Jean Giono, préface de Sylvie Giono, J'ai ce que j'ai donné, éd. Gallimard, 219 p.,  (ISBN 2070120058).
16. Patrick de Gmeline, Tom Morel. Héros des Glières, préface de Nicolas Sarkozy, éd. Presses de la Cité, 336 p..
17. Géréon-Karl Goldmann (prêtre allemand), Un Franciscain chez les SS, éd. Le Sarment, mars, 319 p.,  (ISBN 2866794737). Autobiographie.
18. Pete Hamill (américain), Pourquoi Sinatra, traduit par Thomas Bauduret, éd. Le Serpent à Plumes, 183 p..
19. Marie Jocher et Alain Kéramoal (journalistes), Jamel Debbouze, la vérité, éd. Le Seuil, janvier, 291 p..
20. Ryszard Kapuscinski (1932-2007, reporter polonais), Krystyna Straçzek (polonaise), Autoportrait d'un reporter, traduit par Véronique Patte, éd. Plon, coll. Feux croisés, février.
21. Julia Kristeva (psychanalyste), Thérèse mon amour : Sainte Thérèse d'Avila, éd. Fayard, 749 p..
22. Michel Le Bris, La Beauté du monde, éd. Grasset. Biographie de Martin et Osa Johnson, un couple d'aventuriers américain.
23. Barbara Leaming, Rita Hayworth; éd. Ramsay, coll. Poche cinéma, 415 p..
24. Jean-Dominique Merchet, Caroline Aigle. Vol brisé, éd. Jacob-Duvernet, 184 p..
25. Benoît Mouchart, Brigitte Fontaine Intérieur / Extérieur, éd. Panama Archimbaud, 312 p..
26. Yann Queffélec, Tabarly, éd. Fayard.
27. Jean-Marc Périer (photographe), Oncle Dan, éd. XO, 268 p.. Recueil de souvenirs partagés avec Daniel Filipacchi.
28. Daniel Bermond, Pierre de Coubertin, éd. Perrin, 429 p..
29. Hubert Reeves, Je n'aurai pas le temps : Mémoires, éd. Le Seuil, avril, 337 p.,  (ISBN 2020974940). Autobiographie, mémoires et souvenirs.
30. Éric Revel (journaliste), En quel honneur ?, éd. Timée, 154 p.. Autobiographie.
31. Françoise-Marie Santucci, Kate Moss, éd. Flammarion.
32. Françoise Seigner, Louis Seigner. Une biographie affective, éd. du Rocher, 310 p.. Biographie du grand acteur par sa fille, dans un livre dense et riche d'annexes et de photographies.
33. Sœur Emmanuelle avec Jacques Duquesne et Annabelle Cayrol, J'ai 100 ans et je voudrais vous dire..., éd. Plon, 160 p..
34. Marie Tabarly, Éric Tabarly, mon père, éd. Michel Lafon.
35. Michel Taubmann, La Bombe et le Coran, éd. du Moment, janvier, 255 p.,  (ISBN 2354170076). Biographie du président Mahmoud Ahmadinejad.
36. Jacques Tournier, Zelda, Grasset & Fasquelle, février, 177 p.,  (ISBN 9782246734413), rééd. Robert Laffont, coll. Pavillons poche, février.
37. Lucien Jaume, Tocqueville. Les sources aristocratiques de la liberté, éd. Fayard, 473 p..
38. Françoise Hardy, Le Désespoir des singes… et autres bagatelles, éd. Robert Laffont, octobre, 411 p.,  (ISBN 978-2-221-11163-5). Autobiographie.
39. Stephanie Nolen, 28: Stories of AIDS in Africa, éd. Actes Sud, 408 p.. Témoignages.
40. María Rostworowski, Le Grand Inca: Pachacútec Inca Yupanqui, Éditions Tallandier, 351 p..

### Essais
1. Alain Corbin (anthropologue), L'Harmonie des plaisirs : Les manières de jouir du siècle des Lumières à l'avènement de la sexologie, éd. Librairie académique Perrin, janvier, 539 p.,  (ISBN 9782262019297).
2. Pierre Dubois, Comptines assassines, éd. Hebëke, 305 p..
3. Jean Dutourd, La Grenade et le suppositoire, Plon.
4. Jérôme Duwa, Surréalistes et situationnistes, vies parallèles, éd. Dilecta, 237 p..
5. Michael Edwards, De l'émerveillement, éd. Fayard.
6. Marie-Dominique Lelièvre : Sagan à toute allure, éd. Denoël
7. Jonathan Littell, Le Sec et l'Humide : Une brève incursion en territoire fasciste, éd. Gallimard, L'Arbalète, avril, 135 p..
8. Jean-Marc Mandosio, D'or et de sable, éditions de l'Encyclopédie des Nuisances.
9. Didier Nebot, préface du père Patrick Desbois, Et les enfants furent sauvés…, éd. Pascal, 160 p..
10. Hugues Royer, La Société des peoples. De Paris Hilton à Nicolas Sarkozy, éd. Michalon, mai, 187 p..
11. Arno Schmidt (1914-1979, allemand), Alexandre ou Qu'est-ce que la vérité ?, traduit par Claude Riehl, éd. Tristram, 88 p..
12. Michael Lucey, Les ratés de la famille, Balzac et les formes sociales de la sexualité, traduit par Didier Eribon, Fayard
13. Alain Minc, Une histoire de France, 483 p., Grasset, 2008
14. Jacqueline de Romilly, Le Sourire innombrable.

#### Culture
1. Sylviane Agacinski, Drame des Sexes. Ibsen, Strindberg, Bergman, éd. Le Seuil. Sur la question de la différence et du différend sexuels au théâtre.
2. sous la direction de Lluis Bonet et Emmanuel Négrier, La Fin des cultures ?, éd. La découverte, 232 p.. La question des identités et de la diversité culturelle.
3. Michel Faure (historien et musicologue), L'Influence de la société sur la musique : Analyse d'œuvres musicales à la lumière des sensibilités collectives, éd. L'Harmattan, février, 264 p.. Une mise en parallèle entre les œuvres et les conditions socio-économiques dans l'histoire.
4. Ollivier Pourriol, Cinéphilo, éd. Hachette, coll. Littératures, 408 p.,  (ISBN 9782012373761). Les grands thèmes du cinéma sont éternels et universels.
5. Lindsay Waters, L'Éclipse du savoir, éd. Allia, 144 p..

#### Écologie
1. Philippe Cury (scientifique) et Yves Miserey (journaliste), Une mer sans poissons. Comment la surpêche, telle que pratiquée aujourd'hui, menace à court terme la survie de l'ensemble des écosystèmes marins.
2. René Riesel et Jaime Semprun, Catastrophisme, administration du désastre et soumission durable, Éditions de l'Encyclopédie des Nuisances, 2008, 136 p.  (ISBN 978-2-910386-28-3).

#### Économie et l'entreprise
1. Marc Abélès, Anthropologie de la globalisation, éd. Payot, février, 280 p.,  (ISBN 2228902640). La globalisation vue comme une mutation anthropologique d'une ampleur plus large que la mondialisation.
2. Jean-Claude Barbier (chercheur CNRS), La longue marche vers l'Europe sociale, éd. P.U.F..
3. Xavier Hochet, Transformer l'entreprise. De la décision à l'action, éd. Odile Jacob. Il puise dans l'histoire, les sciences et l'art de la guerre pour faire comprendre pourquoi il est impératif pour les entreprises de se transformer.
4. Alessandro Mercuri, Kafka Cola : sans pitié ni sucre ajouté, éd. Léo Scheer, 140 p.,  (ISBN 978-2756101569).
5. Raoul Vaneigem, Entre le deuil du monde et la joie de vivre, éd. Verticales, 225 p.. Philosophe situationniste pour qui la vie primera toujours sur l'économie.

#### Géopolitique
1. Michel Aoun (général libanais), Une certaine vision du Liban, éd. Fayard.
2. Pascal Boniface et Hubert Védrine, Atlas d'un monde global, éd. Armand Colin / Fayard, 125 p..
3. Hamit Bozarslan, Une histoire de la violence au Moyen-Orient, éd. La Découverte, 324 p..
4. Rajiv Chandrasekaran (journaliste), Dans la zone verte. Les Américains à Bagdad, éd. de l'Olivier. Un petit univers qui vit en vase clos complètement coupé de l'Irak réel.
5. Jean-Dominique Giuliani, Quinze + Dix, le grand élargissement, éd. Fondation Robert-Schuman, 276 p..
6. Laurence Louër (chercheuse au CERI-Sciences Po), Chiisme et politique au Moyen-Orient : Iran, Irak, Liban, monarchies du Golfe, éd. Autrement, coll. Mondes et Nations, mars, 152 p.,  (ISBN 2746710870).
7. Marie Mendras, Russie. L'envers du pouvoir, éd. Odile Jacob.
8. Didier Ortolland et Jean-Pierre Pirat, Atlas géopolitique des espaces maritimes, éd. Technip, 282 p..
9. Béatrice Patrie et Emmanuel Espanol, Méditerranée. Adresse au président de la République, Nicolas Sarkozy, éd. Sindbad, coll. Mondes et Nations, mars, 152 p.. Les enjeux : arrimage du Maghreb à l'Europe, intégration de la Turquie, instauration de la paix au Proche-Orient, construction du dialogue politique avec l'Islam, construction d'une Europe multiculturelle, gestion des migrations, édification d'un ensemble euroméditerranéen de cinquante pays, qui soit démocratique, social et prospère.
10. Frédéric Pons, Israël en état de choc, éd. Presses de la Cité, 292 p..
11. Paul-David Régnier (géographe des conflits), Dictionnaire de géographie militaire, éd. CNRS, février, 264 p.,  (ISBN 2271066344). Associe les spécificités de la guerre moderne à la complexité des territoires et à la diversité des lieux.
12. Jacques Sapir (économiste et spécialiste de la Russie), Le Nouveau XXIe siècle. Du siècle américain au retour des nations, éd. Le Seuil, mars, 264 p.,  (ISBN 9782020967747).
13. Pierre Veltz, La Grande Transition. La France dans le monde qui vient, éd. Le Seuil.

#### Histoire
1. Taner Akçam (universitaire turc), Un acte honteux. Le génocide arménien et la question de la responsabilité turque, éd. Denoël.
2. Philippe Alexandre, L'Élysée en péril. Les coulisses de Mai 68, éd. Fayard, 346 p..
3. Fabrice d'Almeida, La Vie mondaine sous le nazisme, éd. Perrin, coll. Tempus, avril, 529 p.,  (ISBN 2262028281).
4. Jean-Marie Arrighi et Olivier Jehasse, Histoire de la Corse et des Corses, éd. Perrin et éd. Colonna, 253 p..
5. Sam Braun (témoin) et Stéphane Guinoiseau, Personne ne m'aurait cru, alors je me suis tu, éd. Albin Michel, coll. Essais, janvier, 269 p.,  (ISBN 2226180737). Un témoignage sur le complexe concentrationnaire d'Auschwitz.
6. Jean-Louis Brunaux, Nos ancêtres les gaulois, éd. Le Seuil.
7. Jean-Luc Chappey et Bernard Gainot, Fabrice Le Goff (illustrations), Atlas de l'empire napoléonien 1799-1815 : Ambitions et limites d'une nouvelle civilisation européenne, préface de Jean-Paul Bertaud, éd. Autrement, avril, 80 p..
8. Patrice Dominguez, La Fabuleuse Histoire de Roland Garros, préface Christian Bîmes, éd. Plon / Fédération française de Tennis, mai, 263 p.,  (ISBN 2259208614).
9. Hélène Carrère d'Encausse, Alexandre II, le printemps de la Russie, éd. Fayard, 500 p..
10. Maurice Fournet, Les Canonnières du Yang Tsé Kiang, préface de Constantin de Slizewick, éd. Imprimerie nationale, 132 p..
11. Bérénice Geoffroy-Schneiter, EgypteGameBook : Tout sur l'Égypte des pharaons, éd. Assouline, 368 p..
12. François Guillet, La Mort en face. Histoire du duel, de la Révolution à nos jours, éd. Aubier, 428 p..
13. Pierre Herbart (1903-1974), En URSS, 1936, éd. Gallimard, 182 p.. Son voyage dans le « paradis rouge ».
14. Jacques Heers (universitaire), Les Négriers en terre d'islam. VIIe – XVIe siècle, Librairie académique Perrin, coll. Tempus, 307 p.. La première traite des noirs.
15. Dominique Lapierre, Un arc-en-ciel dans la nuit, éd. Robert Laffont, 364 p.. Une histoire de l'apartheid.
16. Jean Lopez, Koursk. Les quarante jours qui ont ruiné la Wehrmacht (5 juillet - 20 août 1943), éd. Économica.
17. Dominique Lormier, Les Poches de l'Atlantique, éd. Lucien Souny. 1944, les poches allemandes de l'Atlantique.
18. Patrick Mahé (journaliste), Saint Patrick, éd. Hoëbeke, 112 p.. La légende du saint patron des Irlandais.
19. Anne de Montpensier (1627-1693), Mémoires de la Grande Mademoiselle, adapté par Bernard Quilliet, éd. Mercure de France, coll. Le Temps retrouvé, janvier, 716 p.,  (ISBN 9782715228214).
20. Jean-Christophe Petitfils, Louis XVI, éd. Perrin, coll. Tempus, 1 115 p..
21. Sous la direction de Escande Renaud, avec Pierre Chaunu, Emmanuel Leroy-Ladurie, Jean-Christian Petitfils, Jean Sévillia et Jean Tulard, Le Livre noir de la Révolution française, éd. CERF, coll. Histoire à vif, janvier, 900 p.,  (ISBN 2204081604).
22. Frédéric Rouvillois, Histoire du snobisme, éd. Flammarion, coll. « Au fil de l'histoire », 420 pa..
23. Gérard de Senneville, Yolande d'Aragon, la reine qui a gagné la guerre de cent ans, éd. Perrin, 385 p..
24. Morgan Sportès, Ils ont tué Pierre Overney, éd. Grasset, 396 p.. Enquête-vérité sur l'affaire de Pierre Overney.
25. Kilien Stengel, Chronologie historique de la Gastronomie et de l'Alimentation , Éditions Du Temps, 191 p..
26. Patrick Weber, Les Rois de France : De Clovis aux Bourbons, éd. Hachette Pratique, février, 319 p..
27. Hervé Yannou, Jésuites et compagnie, éd. Lethielleux, 340 p..

#### Littérature
1. Frédéric Andrau, Quelques jours avec Christine, éd. Plon. L'auteur s'imagine dans l'intimité de Christine Angot.
2. Robert Benchley (1889-1945, américain), Pourquoi personne ne me collectionne ?, traduit par Frédéric Brument, éd. Rivages, 158 p.. Choix de ses chroniques données dans la presse new-yorkaise.
3. Jean-Marie Blas de Roblès, Là où les tigres sont chez eux, Zulma — Prix Médicis, prix FNAC, prix Jean-Giono.
4. Jean-Marie Cassagne, Le Grand Dictionnaire de l'argot militaire, éd. LBM, 462 p..
5. Gérard de Cortanze, Une gigantesque conversation, éd. du Rocher, avril, 540 p.. Défense de la lecture et de la langue française.
6. Guy Debord (1931-1994, philosophe), Correspondance, éd. Fayard, 472 p..
7. Pierre Drieu la Rochelle, édition établie et présentée par Julien Hervé, Notes pour un roman sur la sexualité suivi de Parc Monceau, éd. Gallimard, coll. Blanche, avril, 94 p.,  (ISBN 2070119394).
8. Éric Dumoulin, Politiquement nègre, éd. Robert Laffont, février, 159 p.,  (ISBN 2221109880). La vie d'un « nègre littéraire » spécialisés dans les hommes politiques.
9. Francis Scott Fitzgerald, Bernard Pascuito (commentaires), Fitzgerald, père et fille, Lots of love, Scott et Scottie, correspondance 1936-1940, traduit par Romain Sardou, éd. Bernard Pascuito, 250 p..
10. Dan Franck, Roman nègre, éd. Grasset & Fasquelle, mars, 311 p.,  (ISBN 9782246730217). La vie d'un « nègre littéraire » aux 62 livres non signés.
11. Sophie Fromager et Patricia Laporte, Le Cahier de vacances philo, éd. CNRS, 90 p..
12. Remy de Gourmont (1958-1915), La Culture des idées, préface de Charles Dantzig, éd. Robert Laffont, coll. « Bouquins », 1158 p.. Recueil de ses meilleurs textes de critique.
13. Stéphanie Janicot, 100 romans de première urgence pour (presque) tout soigner, éd. Albin Michel, février, 228 p.,  (ISBN 2226180818).
14. Claude Lévi-Strauss, Frédéric Keck, Marie Mauzé, Martin Rueff et Vincent Debaene (préface), Œuvres, éd. Gallimard La Pléaïde, mai, 2 128 p.,  (ISBN 2070118029).
15. Simon Leys, Le Bonheur des petits poissons, éd. JC Lattès, 210 p.. Deux années de ses chroniques dans Le Magazine littéraire.
16. Jonathan Littell, Le Sec et l'humide : une brève incursion en territoire fasciste, éd. Gallimard, avril, 140 p.,  (ISBN 2070119459).
17. Jean-François Mattei (direction), Albert Camus et la pensée de Midi, éd. Ovadia, 224 p..
18. Nancy Mitford (1904-1973, anglaise), Une Anglaise à Paris, éd. Payot, 138 p.. Ses chroniques publiées dans la presse anglaise.
19. François Nourissier, Eau-de-Feu, éd. Gallimard, avril, 188 p.. L'auteur règle ses comptes avec l'alcool.
20. Isabelle Saint-Bris, Vladimir Fédorovski, secrets et confidences, éd. du Rocher, février, coll. Un nouveau regard, 225 p.,  (ISBN 2226180818).
21. Alain Schifres, Inventaire curieux des choses de la France, éd. Plon, 470 p..
22. William Shakespeare (1564-1616), Œuvres complètes. Histoires (coffret en 2 volumes), éd. Gallimard, coll. La Pléaïde, 3.410 p..
23. Catherine Siguret, Enfin nue ! Confessions d'un nègre littéraire, éd. Intervista, mai, 223 p.,  (ISBN 2910753859). La vie d'un « nègre littéraire » aux 35 livres non signés.
24. Jules Supervielle (1884-1960), Uruguay, préface Marie-Laure De Folin, éd. des Équateurs, coll. Parallèles, janvier, 91 p.,  (ISBN 9782849900611). Récit sur l'enfance, l'exil, la langue française.
25. Sylvain Tesson, Aphorismes sous la lune et autres pensées sauvages, illustrations de Bernard de Miollis, éd. des Équateurs, avril, 110 p.,  (ISBN 9782849900956). Histoires simples de gens simples.
26. Jean-Pierre Thiollet,  Carré d'Art : Barbey d'Aurevilly, Byron, Salvador Dalí, Jean-Edern Hallier , Anagramme éditions, juillet, 320 p..  (ISBN 9782350351896)
27. Denis Tillinac, Dictionnaire amoureux de la France, illustrations Alain Bouldouyre, éd. Plon, janvier, 396 p.,  (ISBN 9782259205696).
28. Pierre Vavasseur, Le Guide des 100 romans incontournables, éd. Librio, 125 p..
29. Gore Vidal (américain), À l'estime, traduit par Guillaume Villeneuve, éd. Galaade, 269 p.. Une promenade dans la vie culturelle américaine.
30. Frédéric Vitoux, Le Dictionnaire amoureux des chats, éd. Plon-Fayard.
31. Sylvie Yvert, Ceci n'est pas de la littérature… Les forcenés de la critique passent à l'acte, éd. du Rocher, mars, 222 p.. Diatribes, bons mots, attaques, invectives, obscénités des écrivains quand ils font dans la critique.

#### Politique
1. Patrick Artus et Marie-Paule Virard, Globalisation, le pire est à venir, éd. La Découverte, 168 p..
2. Jacques Attali, La Crise, et après ?, éd. Fayard, 209 p..
3. Vincent Aucante (philosophe), Benoît XVI et l'islam, éd. Parole et silence, 200 p..
4. Daphné Botz, Les Arènes totalitaires, éd. CNRS, 341 p.. Rapports entre fascisme, nazisme et propagande sportive.
5. Sylvie Brunel, À qui profite le développement durable, éd. Larousse, 157 p.. Un marché profitable qui joue sur l'industrie de la peur entre vraies alertes et stratégies géopolitiques et commerciales.
6. Clotilde Champeyrache (universitaire), Sociétés du crime, un tour du monde des mafias, éd. CNRS, janvier, 432 p.,  (ISBN 2271066247).
7. Nicolas Dupont-Aignan, Le Coup d'État simplifié, éd. du Rocher (janvier), 220 p.. Une vision polémique sur le nouveau traité européen, porte ouverte d'un nouveau despotisme éclairé, par un de ses plus tenaces pourfendeurs,  (ISBN 9782268065434).
8. André Grjebine (universitaire), La Guerre du doute et de la certitude - La démocratie face aux fanatismes, éd. Berg International, 192 p..
9. Paul Jorion, L'implosion. Ce que révèle et annonce « la crise des subprimes », éd. Fayard, 331 p..
10. Gregory Kapustin, La jeunesse qui range sa chambre. Une génération et ses révoltes., éd. du Cygne.
11. sous la coordination de Anne Le Strat, Manifestes pour l'eau publique, éd. Syllepse.
12. Jean-Hervé Lorenzi (sous la direction de), La Guerre des capitalismes aura lieu, éd. Le Cercle des économistes. Quels capitalismes pour le XXIe siècle ?
13. Michela Marzano, L’extension du domaine de la manipulation, éd. Grasset.
14. Philippe Nemo (philosophe), Les Deux Républiques françaises, éd. P.U.F..
15. Michel Onfray, Le Songe d'Eichmann : Précédé de "Un kantien chez les nazis", éd. Galilée, mars, 94 p..
16. Marie-Monique Robin, Le Monde selon Monsanto, éd. La Découverte / Arte.
17. Robert Redeker, Le sport est-il inhumain ?, éd. Panama, 136 p.. Un essai sur les dérives du sport contemporain.
18. Robert Reich, Supercapitalisme - Le choc entre le système économique émergent et la démocratie, é. Vuibert, janvier 276 p..
19. Jean-Marie Rouart, Devoir d'insolence, éd. Grasset, mars, 264 p..
20. Abdelkader Tigha (algérien), Notre sale guerre contre le GIA, éd. du Nouveau Monde. Ce livre relance la polémique sur l'affaire des moines de Tibéhirine.
21. Christian Troubé, Les Forcenés de l'humanitaire, les leçons de l'Arche de Zoé, éd. Autrement, 109 p..

#### Politique en France
1. Isabelle Alonso, … Même pas mâle ! La révolution clandestine, éd. Robert Laffont, février, 234 p.,  (ISBN 2221110188). Inégalités femmes / hommes.
2. Dominique Ambiel et Antoine Rault, Qui veut la peau du président, éd. Denoël, avril, 318 p..
3. Jean Baubérot, La Laïcité expliquée à M. Sarkozy et à ceux qui écrivent ses discours, éd. Albin Michel.
4. Anna Bitton, Cécilia : Portrait, éd. Flammarion, janvier, 174 p.,  (ISBN 2081212889). Très règlement de comptes.
5. Paul-Éric Blanrue et Chris Laffaille, Carla et Nicolas, Chronique d'une liaison dangereuse, éd. Scali, 155 p.,  (ISBN 2350122344).
6. François de Closets, Le Divorce français : Le peuple contre les élites, éd. Fayard, février, 345 p.,  (ISBN 9782213636320).
7. Joan Condijts et Feryel Gadhoum, GDF-Suez, le dossier secret de la fusion, éd. Michalon, avril 2008, 292 p.,  (ISBN 2841864464).
8. Michaël Darmon (grand reporter) et Yves Derai (journaliste), Ruptures, éd. du Moment, février, 191 p.,  (ISBN 2354170246). Vie quotidienne de Cécilia pendant 5 mois à l'Élysée.
9. Jean-Louis Debré, Quand les brochets font courir les carpes, éd. Fayard, janvier, 305 p.,  (ISBN 2213635781).
10. Jean-Louis Debré, Les Oubliés de la République, éd. Fayard, 305 p.. 21 portraits d'hommes politiques.
11. Bertrand Delanoë, De l'audace. Clarté, courage, créativité, pour un grand congrès socialiste.
12. Renaud Dély et Didier Hassoux, Sarkozy et l'argent roi, éd. Calmann-Lévy.
13. Denis Demonpion et Laurent Léger, Cécilia : La face cachée de l'ex-première dame, éd. Pygmalion, janvier, 293 p.,  (ISBN 2756401838). Biographie la plus sévère et fouillée.
14. Thierry Desjardins, Galipettes et cabrioles à l'Élysée, éd. Fayard, avril, 288 p.,  (ISBN 2213637377).
15. Alain Genestar (ancien directeur de Paris Match), L'Expulsion, éd. Grasset. Sa version de son départ de l'hebdomadaire.
16. Laurent Gerra (humoriste), Sarko Story : L'album secret du président, éd. Fetjaine, avril, 94 p.,  (ISBN 2354250266).
17. Sylvie Goulard, Il faut cultiver notre jardin européen, éd. Le Seuil, 110 p..
18. Jean-Olivier Hairault, François Langot et Thepthida Sopraseuth, Pour une retraite choisie. L'Emploi des seniors, éd. ENS, 70 p..
19. Laurent Joffrin (journaliste), Le Roi est nu, éd. Robert Laffont, mars, 140 p.,  (ISBN 2221110862).
20. François Jost (universitaire) et Denis Muzet (sociologue), Le Téléprésident, éd. de l'Aube (janvier), 182 p..
21. Christine Laborde (journaliste), ça va mieux en le disant. Ses quatre vérités et de multiples anecdotes, sur la télévision, sur la société, dans ce pays où « tout le monde ment ».
22. Patrick Le Bel, Madame, Monsieur, Bonsoir… : Les dessous du premier JT de France, éd. du Panama, janvier, 168 p.,  (ISBN 9782755703276).
23. Bruno Le Maire, Des hommes d'État, éd. Grasset & Fasquelle, janvier, 449 p.,  (ISBN 2246735815).
24. Daniel Lefeuvre, Pour en finir avec la repentance coloniale, éd. Flammarion / Champ actuel, 229 p..
25. Jean-Philippe Legois (universitaire), Les slogans de 68, éd. First, mars, 160 p.,  (ISBN 2754007776).
26. François Léotard, Ça va mal finir, éd. Grasset & Fasquelle, mars, 136 p.,  (ISBN 2246737915).
27. sous la direction de Patrick Mahé (Irène Frain, Jean-Claude Killy, Philippe Labro, Jean-Claude Carrière… : 68, Nos années choc, éd. Plon, avril, 320 p.,  (ISBN 2204081604).
28. Michel Malaussena, Les Animatueurs. Argent, pouvoir et cruauté à la télé, éd. JC Gawsewitch, février, 315 p.,  (ISBN 9782350131177). Télévision.
29. Jean-Claude Michéa, La Double Pensée, éd. Flammarion. Sur le thème, « une économie de droite ne peut fonctionner durablement qu'avec une culture de gauche ».
30. Pierre Moscovici (député socialiste), Le Liquidateur, éd. Hachette.
31. Patrick Philipon, La Crise de l'eau, éd. Perrin, 178 p..
32. Georges Poisson, Les Grands travaux des présidents de la Ve République, éd. Parigrammes, 196 p..
33. Patrick Rambaud, Chronique du règne de Nicolas Ier , éd. Grasset & Fasquelle, janvier, 169 p.,  (ISBN 2246735718).
34. Dominique Reynié, L'Opinion européenne en 2008, éd. Fondation Robert-Schuman, 229 p..
35. Christine Richard et Édouard Boulon-Cluz, Carla Bruni, Itinéraire Sentimental : Qui est-elle Vraiment ?, éd. Privée, février, 160 p.,  (ISBN 2350760804).
36. Michel Richard (journaliste au Point), Sarkozy, l'homme qui ne savait pas faire semblant, éd. Larousse.
37. Philippe Ridet (journaliste), Le Président et moi, éd. Albin Michel, 235 p.. Ses miscellanées sur le thème de comment être informé sans être otage.
38. Patrick Rotman, Mai 68 raconté à ceux qui ne l'ont pas vécu, éd. Le Seuil, février, 158 p..
39. Patrick Rotman et Charlotte Rotman, Les Années 68, éd. Le Seuil, mars, 339 p..
40. Jean-Marie Rouart, Devoir d'insolence, éd. Grasset.
41. Ségolène Royal et Alain Touraine (sociologue), Si la gauche veut des idées, 320 p..
42. Yvan Stéfanovitch, Bertrand le Magnifique, enquête au cœur du système Delanoë, éd. Flammarion, janvier, 354 p.,  (ISBN 2081208482).
43. Manuel Valls, Pour en finir avec le vieux socialisme… et être enfin de gauche !, entretiens avec Claude Askolovitch, éd. Robert Laffont, avril, 196 p.,  (ISBN 2221110196).
44. Dominique de Villepin, Hôtel de l'insomnie, éd. Plon, janvier, 194 p.,  (ISBN 9782259207263).
45. Gouvernement français : Le Livre blanc de la Défense et de la Sécurité nationale[3].
46. Michel Wieviorka (sociologue), L'antisémitisme est-il de retour ?, éd. Larousse.

#### Religions
1. Claude Barthe, Les Nominations épiscopales en France, éd. Hora Decima, coll. « Perspectives d'Église », juillet, 64 p..
2. Rémi Brague (philosophe), Du Dieu des chrétiens et d'un ou deux autres, éd. Flammarion, 250 p..
3. Ani Chöying Drolma, Ma voix pour la liberté, Oh Éditions, avril, 256 p.,  (ISBN 2915056668). La nonne bouddhiste.
4. Maurice Colinon, Serge Benbouche (illustrations), Guide des monastères : France, Belgique, Luxembourg, Suisse, éd. Pierre Horay, 349 p..
5. Irène Fernandez, Au commencement était la Raison : pour une intelligence de la foi, éd. Philippe Rey, avril, 224 p.,  (ISBN 2848761008).
6. Jean-Pierre Filiu (universitaire), Apocalypse dans l'islam, éd. Fayard.
7. Antoine Guggenheim, Les preuves de l'existence de Dieu : Des clefs pour le dialogue, éd. Parole et Silence, février, 150 p.,  (ISBN 2845736355).
8. René Humetz, Enquête sur les parfums de Notre-Dame-du-Laus, éd. Le Sarment, mars, 312 p..
9. François Jourdan, Dieu des chrétiens, Dieu des musulmans : Des repères pour comprendre, préface de Rémi Brague, éd. de l'Œuvre, janvier, 206 p.,  (ISBN 2356310029).
10. Naomi Klein, La stratégie du choc : La montée d'un capitalisme du désastre, traduit par Lori Saint-Martin et Paul Gagné, éd. Actes Sud, avril, 669 p.,  (ISBN 2742775447).
11. Anne Lancelot, Burquas, foulards et minijupes, paroles d'Afghanes éd. Calmann-Lévy, 216 p.. Témoignages de femmes en Afghanistan où être une femme est un combat.
12. Jean-Marie Pelt (botaniste), Nature et spiritualité, éd. Fayard, janvier, 296 p.,  (ISBN 2213633053). Les rapports entre l'homme, la nature et le divin, ce que les grandes religions en disent.
13. Dominique Perrin, Richesses de Rome itinéraires culturels et spirituels, éd. Téqui, juin, 288 p..
14. Nicolas Senèze (journaliste à La Croix), La Crise intégriste : Vingt ans après le schisme de Mgr Lefebvre, éd. Bayard Centurion, mars, 194 p.,  (ISBN 2227477180).
15. Corine Sombrun et Harlyn Geronimo, Sur les pas de Geronimo, éd. Albin Michel, 311 p.. Quatrième volet des aventures chamaniques de Corinne Sombrun.
16. Pierre-André Taguieff (philosophe), La Judéophobie des Modernes, éd. Odile Jacob, août, 688 p..
17. Henri Tincq (spécialiste des religions au journal Le Monde), Les Catholiques, éd. Grasset & Fasquelle, mars, 460 p.,  (ISBN 2246691915). Les catholiques dans le monde, leur influence, leurs rapports avec les autres religions.

#### Sociologie et la psychologie
1. François Bonifaix (psychanalyste), Traumatisme du prénom, éd. Dune 95.
2. Laurent de Cherisey, Recherche volontaire pour changer le monde, éd. Presses de la Renaissance, 410 p.,  (ISBN 2750903807). Enquête sur les clés du succès de ceux qui agissent.
3. Virginie de Clausade, Spécimens à disposition des jeunes filles, éd. Flammarion, avril, Une galerie de portraits d'hommes à l'usage des femmes.
4. Boris Cyrulnik (psychiatre), Autoportrait d'un épouvantail, éd. Odile Jacob.
5. Roger-Pol Droit et Axel Kahn, Vivre toujours plus. Le philosophe et le généticien., éd. Bayard Centurion.
6. Lucía Etxebarria (espagnole), Je ne souffrirai plus par amour, traduit par Maïder Lafourcade, éd. Héloïse d'Ormesson, 320 p.,  (ISBN 2350870723). Une typologie des amoureux pour traiter de la dépendance affective et des moyens de s'en sortir.
7. Michaël Fœssel, La privation de l’intime, éd. Le Seuil.
8. Marie de Hennezel (psychothérapeute), La Chaleur du cœur empêche nos corps de rouiller, éd. Robert Laffont, 242 p.. Représentation et apprentissage de la vieillesse.
9. Marie-France Hirigoyen, Les Nouvelles Solitudes, éd. La découverte.
10. Sonja Lyubomirsky (psychologue américaine), Comment être heureux… et le rester, traduit par Camille Fort, éd. Flammarion, 379 p..
11. Mark McCrum, On se fait la bise ?, éd. Le Seuil.
12. Nathalie Meney, Aquaphobie, bye, bye ! La méthode douce pour retrouver le plaisir de l'eau, éd. Le Souffle d'Or. Avec 3 CD audio.
13. Paul Ricœur (philosophe, 1913-2005), Catherine Goldenstein, Mireille Delbraccio, Jean-Louis Schlegel (préface), Vinicio Busacchi (postface), Écrits et conférences : tome 1, Autour de la psychanalyse, éd. Le Seuil, coll. La Couleur des idées, mars 323 p.,  (ISBN 9782020964258). Publication des textes du philosophe parus de 1966 à 1988.
14. Paul Ricœur, Écrits et conférences, autour de la psychanalyse, éd. Le Seuil, 323 p..
15. Martin Seligman (psychanalyste américain), La Force de l'optimisme, Inter-Éditions, 278 p..
16. Serge Tisseron, Virtuel, mon amour, éd. Albin Michel.

### Livres d'Art et sur l'art
1. Alain Bertrand (peintures), Michel Guéguan (texte), American Classic, éd. Critères, janvier, 168 p.,  (ISBN 2952628173).
2. François Cheng, Pèlerinage au Louvre, éd. Flammarion, 175 p.. Les tableaux du Louvre commentés.
3. Stafford Cliff (anglais), Les Arts décoratifs français. Archives et collections inédites, éd. Thames & Hudson.
4. Patrick Favardin et Guy Bloch-Champfort, Les Décorateurs des années 1960-70, éd. Norma.
5. Colette Garraud en collaboration avec Mickey Boël, L'Artiste contemporain et la nature, éd. Hazan.
6. Édouard Graham, Passages d'encre, éd. Gallimard.
7. Cécile Guilbert, Warhol Spirit, éd. Le Seuil, avril, 277 p..
8. Jean-Claude Lamy, Bernard Buffet, éd. Michel Michel, 363 p..
9. Michel Nuridsany, Le Dernier Tableau de Titien, éd. du Huitième jour, le Dernier Tableau, 60 p..
10. Claude-Henri Rocquet, Goya, éd. Buchet-Chastel, 500 p..
11. Didier Teissonnière, avec la collaboration de Patrick Favardin et Laurent de Verneuil, La Lampe Gras, Paris, éditions Norma, 2008  (ISBN 978-2915542189)
12. Nicolas Uphaus, Ecological Design, éd. TeNeues.

#### Photographies
1. Bob Adelman (en) (photographies) et Charles Johnson (texte), Mes yeux ont vu : La cause des Noirs américains : un combat pour la liberté, traduit par Cédric Perdereau, éd. de La Martinière, coll. Les grands reportages de Life, 196 p.,  (ISBN 2732437735).
2. Patrick Buisson, 1940-1945. Années érotiques. Vichy ou les infortunes de la vertu, éd. Albin Michel, mars 2008, 570 p.,  (ISBN 2226183949). Une vision de la France occupée sous l'angle de la sexualité.
3. Martine Delerm (photographies) et Philippe Delerm (texte), Traces, éd. Fayard, mars 2008, 130 p.,  (ISBN 2213634440).
4. Eric Hobsbawm et Marc Weitzmann, 1968, Magnum dans le monde, traduit par Dominique Lablanche et Antoine Hazan, éd. Hazan, mars, 240 p.,  (ISBN 9782754102902). Photographies de Ian Berry, Henri Cartier-Bresson, Martine Franck, Josef Koudelka, Marc Riboud, Dennis Stock.
5. Jean-Philippe Piter (photographies) et Thomas Luntz (texte), Liaigre, éd. Flammarion. Les intérieurs luxueux et élégants de Christian Liaigre.

### Nouvelles
1. Dorine Bertrand, La Preuve par neuf, éd. Pocket, 152 p..
2. Véronique Bizot, Les Jardiniers, éd. Actes Sud, 105 p.. Sur le thème de l'absurde et de la mort.
3. Anne Brochet, La Fortune de l'homme et autres nouvelles, éd. Le Seuil, coll. Cadre rouge, février, 149 p.,  (ISBN 2020967979). Six nouvelles.
4. John Cheever (1912-1982, journaliste), Le Ver dans la pomme, traduit par Dominique Mainard, éd. Joëlle Losfeld, 278 p.. Sur le thème de la fragilité des êtres.
5. Elizabeth Crane (américaine), Banana Love : Et autres nouvelles, éd. Phébus, coll. D'Ailleurs, janvier, 342 p.,  (ISBN 9782752903136).
6. Eugène Dabit, Trains de vie, éd. Buchet-Chastel, 333 p.. Onze nouvelles.
7. Olivier Delcroix (direction), Complots capitaux, éd. Le Cherche midi, Néo, 387 p.. 18 nouvelles pour se moquer des théories conspirationnistes.
8. Mireille Dumas et Yann Queffélec, Passions criminelles, éd. Fayard, 292 p..
9. Nell Freudenberger (américaine), Lucky Girls, traduit par Clément Baude, éd. Quai Voltaire, 334 p.. Sur le thème de la jeune américaine en voyage.
10. Bruno Godard, Regarde-moi quand je t'aime, éd. Hugo & Cie, 217 p.. 20 nouvelles sur le ressenti féminin.
11. Corinne Hoex, Ma robe n'est pas froissée, éd. Les Impressions nouvelles, janvier, 112 p..
12. Serge Joncour, Combien de fois je t'aime, éd. Flammarion, 240 p.. 17 nouvelles sur le thème de l'amour.
13. Jean Rhys (anglaise, 1890-1979), L'Oiseau moqueur et autres nouvelles, traduit par Jacques Tournier, rééd. Denoël, 170 p.. Sur le thème des filles à la dérive et la vie de bohème à Paris.
14. Alain Spiess (1940-2008), Reniement, histoire d'un crime, éd. Gallimard, coll. L'Arpenteur, mars, 149 p..
15. Dans le lit du Rhône et autres nouvelles, éd. Buchet/Chastel, 270 p.. Des nouvelles par les lauréats de prix du jeune écrivain 2008.
16. Pour Clara, éd. Héloïse d'Ormesson, 172 p.. Six nouvelles issues d'un concours ouvert au moins de 17 ans.

### Poésie
1. Yves Bonnefoy, La Longue Chaîne de l'Ancre, Mercure de France.
2. Patrice Desbiens, En temps et lieux 2, éd. L'Oie de Cravan.
3. Matthieu Gosztola, Recueil des caresses échangées entre Camille Claudel et Auguste Rodin, éditions de l'Atlantique.
4. Haïjins (poétesses japonaises), Du rouge aux lèvres, éd. La Table Ronde, 240 p.. Brefs poèmes à lire à haute voix et d'une seule respiration.
5. Philippe Jaccottet, Ce peu de bruits, éd. Gallimard.
6. Vénus Khoury-Ghata, Les Obscurcis, éd. Mercure de France.
7. Jacques Prévert (poésie) et Izis Bidermanas (photographies), Grand bal du printemps, éd. Le Cherche midi, mai, 153 p.. Le Paris des années 1950.
8. Kilien Stengel Les poètes de la bonne chère, Collection Petite Vermillon Éditions de la Table ronde 200 pages
9. Paul Van Melle, Les temps du rêve, éd. Chloé des Lys.
10. Serge Venturini, Fulguriances et autres figures, 1980-2007, postface de Philippe Tancelin, Éditions L'Harmattan, coll. « Poètes des cinq continents », (paru en mai)
11. Jean-Vincent Verdonnet, Mots en maraude, illustrations par Marie-Claude Enevoldsen-Bussat, éd. Voix d'Encre (mars).

### Publications
1. Pierre Bellemare, Grégory Frank, Évelyne Perriard, Gaëtane Barben, 26 Dossiers qui défient la raison, éd. Albin Michel, mars, 456 p.,  (ISBN 2226180885). Surnaturel et paranormal en action.
2. Delphine Boël, Couper le cordon, éd. Luc Pire. La fille biologique non reconnue du roi des Belges Albert II[4].
3. David Dubois, Une chambre à la villa Noailles, Bernard Chauveau Éditeur. Design.
4. Véronique Willemin, Maisons sur l'eau, éd. Alternatives. Architecture.
5. Michel Winock, Flaubert, éd. Gallimard.

#### Éducation et enfance
1. Olivia Benhamou, Le Premier homme de ma vie. Onze femmes racontent leur père, éd. Robert Laffont.
2. Marie Bousquet et Christie Vanbremeersch, Mes petits cadeaux cosmétiques bio, Leduc.S éditions, 256 p..
3. Geneviève Delaisi de Parseval, Famille à tout prix, éd. Le Seuil. Les nouveaux parents.
4. Pierre Delion (pédopsychiatre), Tout ne se joue pas avant 3 ans, éd. Albin Michel.
5. Patrick Delaroche, Parents, vos ados ont besoin de vous ! Franchir le cap ensemble, éd. Nathan.
6. Jean-Philippe Desbordes (journaliste), Mon enfant n'est pas un cœur de cible, éd. Actes Sud. La publicité et les enfants.
7. Anne-Laure Gannac et Yolande Gannac-Mayanobe, Divorce, les enfants parlent aux parents, éd. Anne Carrière.
8. Yves Guégan, Les ruses éducatives : 100 Stratégies pour mobiliser les élèves, éd. ESF, 196 p..
9. Philippe Jeammet (psychiatre), Pour nos ados, soyons adultes, éd. Odile Jacob, janvier.
10. Didier Lauru (psychiatre) et Laurence Delpierre, La Sexualité des enfants n'est pas l'affaire des grands, éd. Hachette Littératures.
11. Valeria Lumbroso et Éliane Contini, Marcher, parler, jouer. 0-6 ans les années clés du développement de l'enfant + DVD, préface de Serge Tisseron, éd. Nathan.
12. Pierre Lunel et Yves Dalmau, Parents, sauvez vos enfants et l'école avec, éd. Albin Michel.
13. Aldo Naouri (pédiatre), Éduquer ses enfants, éd. Odile Jacob. Contre l'infantolâtrie.
14. Agnès van Zanten (sous la direction de), Dictionnaire de l'éducation, éd. PUF, coll. Quadrige Dicos poche.
15. Denis Vasse, L'Homme et l'argent, éd. Le Seuil.

#### Expériences et réflexions
1. Marc Augé, Éloge de la bicyclette, éd. Manuels Payot, 93 p.. Une histoire ethnologique de la bicyclette.
2. Leslie Bedos et Philippe Poirier, Dico perso. Les mots intimes d'un homme et d'une femme qui ne se détestent pas, éd. Flammarion, janvier, 364 p.,  (ISBN 9782081210288).
3. Laurence Boccolini, Puisque les cigognes ont perdu mon adresse, Plon, mars,  (ISBN 2259207782). Sur la conception.
4. Hajjar Gibran (Libanais), Le Retour du prophète, éd. Flammarion, octobre. Dialogues imaginaires avec son oncle Khalil Gibran autour des nouvelles questions existentielles.
5. Elizabeth Gilbert (Américaine), Mange, Prie, Aime - La quête spirituelle d'une femme à travers l'Italie, l'Inde et l'Indonésie, éd. Le Livre de poche.
6. François Hauter (journaliste), Planète chinoise, éd. Carnets Nord, 273 p.. La découverte des quarante millions de chinois de la diaspora au gré des déplacements de l'auteur. Prix Hachette.
7. Frédéric Mitterrand, La Mauvaise Vie, suite…, éd. Pocket, 263 p.. Ses souvenirs du Festival de Cannes.
8. Josyane Savigneau, Point de côté, éd. Stock, 254 p.. L'ex-directrice du Monde des Livres.
9. Daniel Tammet, Embrasser le ciel immense : Le cerveau des génies, éd. Les Arènes, 331 p..
10. Tiziano Terzani (journaliste italien), La Fin est mon commencement, traduit par Fabienne-Andréa Costa, éd. Arènes / Intervalles. Méditations, réflexions et anecdotes contre la médiocrité matérialiste et le consensus moutonnier.

#### Gastronomie et cuisine
1. Kilien Stengel, Le Grand Quiz du fromage, Éditions Lanore Delagrave, 124 pages

#### Guides
1. sous la direction de Jean de Beaumont, Hôtels et auberges de charme en France, éd. Rivages, janvier, 627 p.,  (ISBN 2743617497).
2. Jean-Jacques Choulot et Hélène Diribarne-Somers, Le Guide de l'adoption, éd. Odile Jacob.
3. Tatania Gamaleeff, Maisons d'hôtes de charme en France : Bed and Breakfast à la française, éd. Rivages, janvier, 744 p.,  (ISBN 2743617519).
4. Laure Gontier et Jeanne-Aurore Colleuile, La culture branchée des paresseuses, éd. Marabout.
5. Paul Lombard, Dictionnaire amoureux de Marseille, éd. Plon, 580 p.. Anthologie.
6. Daniel Rondeau, Carthage, éd. Nil, avril, 188 p..
7. Anne Tardy, 10 minutes pour la planète, éd. Flammarion, mars. 300 astuces pour des écogestes au quotidien.
8. 400 voyages de rêve, éd. National Geographic, 336 p.. 300 photos.
9. Parc naturel régional de Corse, éd. Albiana, 190 p..

#### Jardins et nature
1. Michel Baridon, 1001 jardins, qu'il faut avoir vu dans sa vie, éd. Flammarion. Jardins du monde.
2. Alain Delavie et Noémie Vialard, Le Jardin en pots, éd. Rustica.
3. Tricia Guild et Elspeth Thompson (textes), James Merrell (photographies), Fleurs, éd. Ouest-France.
4. Alain Leygonie, Un jardin à Marrakec, Jacques Majorelle, peintre jardinier, 1886-1962, éd. Michalon, 160 p..
5. Pierre Nessmann et Philippe Perdereau (photographies), Jardins zen & contemporains, éd. Aubanel, 183 p..
6. Alexandre Risser et Alexandre Petzold (photographies), Un jardin en ville, éd. Solar.

#### Santé
1. Bernard Debré, Dictionnaire amoureux de la médecine, éd. Plon, 598 p..
2. Vincent Boggio, La méthode Papillote, pour les enfants qui ont des kilos en trop, éd. Odile Jacob.
3. Jean-Michel Cohen (nutritionniste), Savoir manger. Le guide des aliments 2008-2009, éd. Flammarion.
4. Anne Dufour et Isabelle Delaleu, Le Régime portfolio, éd. Leduc S., janvier. 319 p.. Nutrition.
5. Patrick de Funès (médecin), Médecin malgré moi, éd. Le Cherche midi, coll. Documents, avril, 235 p.,  (ISBN 2749112060). Une vision iconoclaste et irrévérencieuse de la médecine et de ses travers.
6. Véronique Genest, 46/38 : Guerre et Poids, éd. Michel Lafon, mars, 257 p.,  (ISBN 2749908205). Nutrition.
7. Marie de Hennezel, La chaleur du cœur empêche nos corps de rouiller, éd. Robert Laffont, janvier, 252 p.,  (ISBN 2221103939). Vieillesse.
8. Sophie Lacoste, Secrets de santé, les trucs qui marchent ! , éd. Michel Lafon, mai, 379 p.,  (ISBN 2749908450).
9. Patrice Lakhdari, Joël Fournier et Alain Tardy (préface), Les Ventouses en médecine chinoise traditionnelle, éd. Robert Jauze, janvier, 143 p.,  (ISBN 2862140821)
10. Fabrice Papillon, Les Erreurs médicales : pourquoi surviennent-elles ? Comment les éviter ? Comment y faire face ?, éd. Nil, janvier, 278 p.,  (ISBN 2841113833).
11. Max Rombi et Dominique Robert, 120 plantes médicinales : Composition, mode d'action et intérêt thérapeutique… de l'ail à la vigne rouge, éd. Alpen
12. Frédéric Saldmann (médecin), Le Grand Ménage : Tout ce qu'il faut éliminer pour être en bonne santé, éd. Flammarion, coll. Pratiques, avril, 288 p.,  (ISBN 2081211483). Nutrition.
13. Patrick Tounian, Obésité infantile, on fait fausse route !, éd. Bayard.
14. François Trojani, Une médecine pour demain. L'homme électromagnétique, éd. Dervy.

#### Société
1. Laurent Fontaine et Pascal Bataille, Les Secrets (étonnants et drôles) de la télé, éd. Michel Lafon, 248 p..
2. Didier Grumbach, Histoires de la mode, éd. du Regard. Mode.
3. Loriane K., Chemins clandestins. Le journal d'une enfant sans papiers, éd. Privé.
4. Xavier Niel et Dominique Roux, Les 100 mots de l'Internet, coll. « Que sais-je ? »  (ISBN 978-2130566311)
5. Raoul Sangla, Heures ouvrables et carnet de doute, éd. L'Harmattan, janvier, 248 p.,  (ISBN 9782296047174).
6. Baronne Staffe, Le Carnet du savoir-vivre réactualisé par Laurent Caracalla, éd. Flammarion - Le Figaro, 233 p..
7. Caroline de Surany, Les Tortures de la mode, éd. Jean-Claude Gawsewitch. Sur le thème des victimes de la mode.
8. Véronique Vasseur et Hélène Fresnel, À la rue. Quand travailler ne suffit plus, éd. Flammarion.
9. Azad Kibarian et Jean-Pierre Thiollet, Les risques du manager, éd. Dunod.  (ISBN 978 2 7117 8734 0)

#### Sport
1. Jean-Louis Basse, préface de Philippe Delerm, Séville 82, éd. La Table Ronde, La Petite Vermillon, 150 p..
2. Daniel Bermond, Pierre de Coubertin, éd. Perrin, 429 p..
3. Daphné Botz, Les Arènes totalitaires, éd. CNRS, 341 p.. Rapports entre fascisme, nazisme et propagande sportive.
4. Pierre Clastres, Jeux olympiques, un siècle de passion, éd. Quatre Chemins / MNS, 125 p..
5. Frédéric Lohézic, Euro 2008, la nouvelle vague bleue, éd. Michel Lafon, 144 p..
6. Marc Perelman, Le Sport barbare, critique d'un fléau mondial, éd. Michalon, Essais, avril, 96 p..
7. Emmanuel Petit, À fleur de peau, éd. Prolongations.
8. Thierry Roland et Jean-Michel Le Calvez, Jean-Philippe Doux (interviewer), Souvenez-vous Thierry !, éd. M6, juin, 189 p..
9. Thierry Roland et Renaud de Laborderie (préface), 100 % Bleus, éd. Solar, mai, 238 p..
10. Olivier Villepreux, Feue[5] la flamme, pour en finir avec les JO, éd. Gallimard, 110 p..

### Récits
1. Denise Affonço, Rescapée de l'enfer des Khmers rouges, éd. Presses de la Renaissance, 272 p.. Témoignage.
2. Milena Agus (italienne), Battement d'ailes, éd. Liana Levi, février, 156 p.,  (ISBN 2867464676). Histoires de familles en Sardaigne.
3. Claude Allègre, La Science et la vie. Journal d'un anti-panurge, éd. Fayard, mai, 332 p..
4. Maya Angelou (américaine), Tant que je serai noire, éd. Les Allusifs. La lutte des Noirs américains.
5. Sylvie Aymard, Du silence sur les mains, éd. Maurice Nadeau, 113 p..
6. Sophie Azzedine, Confidences à Allah, éd. Léo Scheer, 146 p.. Prix Nice Baie des Anges.
7. Élisabeth Badinter, L'Infant de Parme, éd. Fayard, 160 p..
8. Carine Beaufils, Monsieur le Directeur (premier roman), éd. Stock, 156 p.. La carrière, le stress et l'alcool.
9. Georges Bégou, Histoires cultes. De la Bible et des Mythologies, éd. des Catalogues raisonnées, 130 p..
10. Richard Bohringer, Bouts lambeaux, éd. Arthaud, 92 pages avec le CD du film C'est beau une ville la nuit.
11. Olivier Bouillère, Rétro (premier roman), éd. POL, mars, 197 p..
12. Julien Bouissoux, Voyager léger, éd. de l'Olivier, 180 p..
13. Yasmine Char (libanaise), La Main de Dieu, éd. Gallimard, 98 p..
14. Pascal Croci et Françoise-Sylvie Pauly, À la recherche de Dracula, éd. Le Pré aux clercs, 112 p.. Le carnet de voyage racontant le périple de Jonathan Harker.
15. Mireille Darc avec Lionel Duroy, Mon père, éd. XO, 206 p.. En direct de l'au-delà.
16. Chahdortt Djavann, La Muette, éd. Flammarion, 117 p.. L'histoire d'une adolescente qui attend sa pendaison dans une prison iranienne.
17. Maria Efstathiadi (grecque), Presque un mélo, traduit par Anne-Laure Brisac, éd. Actes Sud, Coll. Lettres grecques, janvier, 136 p.,  (ISBN 2742772421).
18. Sophie Fontanel, Nouba chez les psys, éd. Nil, 118 p..
19. Sophie Fontanel, Otage chez les foireux, éd. Nil, 126 p..
20. Jean-Louis Fournier, Où on va papa ?, éd. Stock, août, 154 p.. Prix Femina 2008.
21. Fabrice Gaignault, Michel Monteaux et Rajmohan Gandhi (préface), Gandhi Express, éd. Buchet-Chastel, octobre, 97 p.
22. Stéphane Giocanti, Kamikaze d'été (premier roman), éd. du Rocher, janvier, 198 p..
23. René Frégni, Tu tomberas avec la nuit, éd. Denoël, mars, 130 p.,  (ISBN 2207260054).
24. Louis Lanher, Ma vie avec Louis Lanher, éd. Au diable Vauvert, février, 184 p.  (ISBN 2846261210).
25. Alain Leygonie, Travaux des champs, éd. Le Rocher, février, 156 p.,  (ISBN 2268063488).
26. Valérie Lezac, Divorcée, 40 ans, 2 enfants… enfin heureuse, éd. du Rocher, 168 p.. Un témoignage sur un divorce et une reconstruction.
27. Rosetta Loy (italienne), La Première main, traduit par Françoise Brun, éd. Mercure de France, coll. Traits et portraits, janvier, 190 p.  (ISBN 9782715227897). Roman en grande partie autobiographique.
28. Kettly Mars, Fado, éd. Mercure de France, 110 p..
29. Luce Mauriac, Endormeuses saisons (premier roman), éd. Balland, 192 p.. Histoire autobiographique d'une passion « déraisonnable », d'une histoire d'amour dévorante.
30. Christina Mirjol, Dernières lueurs, éd. Mercure de France, août, 184 p..
31. Daniel Mounicq, Dans la peau d'un flic. Enquêtes, éd. Yago, coll. Au cœur du crime, janvier, 200 p..
32. Scholastique Mukasonga (rwandaise), La Femme aux pieds nus (second roman), éd. Continents noirs, éd. Gallimard, 160 p. L'Histoire d'une mère courage.
33. Amélie Nothomb, Le Fait du prince, éd. Albin Michel, août, 169 p.. Conte pour adulte explorant l'utopie.
34. Erik Orsenna, La Chanson de Charles Quint, éd. Stock, février, 193 p.  (ISBN 2234061407).
35. Emmanuel Pierrat, Troublé de l'éveil, éd. Fayard, 190 p..
36. Olivier Poivre d'Arvor et Patrick Poivre d'Arvor, Solitaires de l'extrême : navigateurs fous d'océans et autres héros autour du monde, éd. Place des Victoires.
37. Olivier Poivre d'Arvor et Patrick Poivre d'Arvor, Petit prince du désert, éd. Albin Michel, 116 p.. Fable initiatique hommage aux pionniers de l'aérospatiale. Quatrième ouvrage signé ou cosigné en moins d'un an et son 43e livre.
38. Pablos Ramos (argentin), L'Origine de la tristesse, traduit par René Solis, éd. Métaillé, mars, 176 p.  (ISBN 9782864246527).
39. Gilles Ravey, Bambi Bar, éd. de Minuit, 92 p..
40. Michèle Reiser, Dans le creux de ta main (premier roman), éd. Albin Michel, mars, 156 p..
41. Thomas B. Reverdy, Les Derniers Feux, éd. du Seuil, janvier, 176 p.  (ISBN 9782020967631).
42. Cécile Reyboz, Chanson pour bestioles, éd. Actes Sud, janvier, 194 p.,  (ISBN 9782742771639). Prix Lilas 2008.
43. Karine Reysset, Comme une mère (deuxième roman), éd. de l'Olivier, 179 p.. Sur le thème de la maternité.
44. Corinne Roche, Mazel tov, mister Poullaouec, éd. Héloïse d'Ormesson, mars, 184 p.  (ISBN 2350870707). Un jeune homme recherche une identité en Israël.
45. Tatiana de Rosnay, La Mémoire des murs, éd. Héloïse d'Ormesson, 142 p.. Une tragédie de guerre.
46. Philippe Routier, Le Veilleur de Britannia (deuxième roman), éd. Stock, mars, 173 p.  (ISBN 9782234059948).
47. Pascale Roze, Itsik, éd. Stock, 119 p.,  (ISBN 9782234059764).
48. Anna Rozen, La Bombe et moi, éd. La Dilettante, octobre, 154 p..
49. Ann Scott, Les Chewing-gums ne sont pas biodégradables, éd. Scali, mars, 139 p.
50. Judith Stone (américaine), L'Enfant moire aux parents blancs. Comment l'apartheid fit changer trois fois de couleur à Sandra Laing, traduit par Danièle Mormont, éd. Payot.
51. Christophe Tison (journaliste), Résurrection, éd. Grasset, 286 p.. Suite de Il m'aimait (2004) sur son enfance saccagée par un oncle pédomane.
52. Delphine Valette, Les femmes préfèrent les monstres, éd. Léo Scheer, février, 188 p.  (ISBN 2756101230).

### Romans

#### Auteurs francophones
1. Carole Achache, La plage de Trouville, éd. Stock, 360 p.  (ISBN 978-2-234-06104-0)[6].
2. Hervé Algalarrondo, L'Archer du pont de l'Alma, éd. Grasset & Fasquelle
3. Brigitte Allègre, Les Fantômes de Sénomagus, Actes Sud
4. Christine Angot, Le Marché des amants, éd. Le Seuil, 318 p..
5. Isabelle Autissier et Lionel Daudet, Versant océan, l'île du bout du monde, éd. Grasset, mars, 300 p..
6. Pierric Bailly, Polichinelle (premier roman), éd. POL.
7. Tristane Banon, Daddy frénésie (troisième roman), éd. Plon.
8. Jean Barbe, Le travail de l'huître, éd. Leméac.
9. Étienne Barilier, La Fête des lumières, éd. Zoé.
10. Sophie Bassignac, Les Aquariums lumineux, (premier roman), éd. Denoël  (ISBN 9782207260241).
11. Henry Bauchau (belge), Le Boulevard périphérique, éd. Actes Sud, coll. Domaine français  (ISBN 2742771697).
12. Germaine Beaumont, Silsauvee tome 1, préface Hélène Fau, éd. Omnibus  (ISBN 9782258076631).
13. Tonino Benacquista (franco-italien), Malavita encore, éd. Gallimard
14. Judith Bernard, Qui trop embrasse (premier roman), éd. Stock
15. Delphine Bertholon, Twist, éd. J.-C. Lattès
16. Janine Boissard, Un amour de déraison, éd. du Rocher
17. Nina Bouraoui, Appelez-moi par mon prénom, éd. Stock.
18. Françoise Bourdin, Une nouvelle vie, éd. Belfond
19. Françoise Bourdin La Figuière en héritage, éd. Presses de la cité, coll. « Terres de France »
20. Emmanuelle de Boysson, Les Nouvelles provinciales, éd. JC Lattès
21. Alma Brami, Sans elle (premier roman), Mercure de France
22. Serge Bramly, Le Premier principe, le second principe, éd. JC Lattès
23. Jérôme Bucy, La Chambre d'ambre, éd. Belfond
24. Antoni Casas Ros, Théorème d'Almodovar (premier roman), éd. Gallimard
25. François Cérésa, La Terrible vengeance du chevalier d'Anzy, éd. Plon
26. Maxime Chattam, La Théorie Gaïa, éd. Albin Michel
27. Philippe Colin-Olivier, L'Actrice, éd. Le Passage, coll. « Polar »
28. Barbara Constantine, À Mélie, sans mélo, éd. Calmann-Lévy
29. Catherine Cusset, Un brillant avenir, éd. Gallimard
30. Pierre Delerive, Bayou cruel, éd. Anne Carrière
31. Jean-François Dérec, Flou (premier roman), éd. Jean-Claude Gawsewitch
32. Dominique Devedeux et Mariana De Souza, Contes de l'amour en ligne, éd. Le Cherche midi
33. Louis-Ferdinand Despreez, Le Noir qui marche à pied, éd. Phébus, coll. « Rayon noir »,  (ISBN 2752903316).
34. Jean-Paul Dubois, Les Accommodements raisonnables, éd. de l'Olivier.
35. Jean Echenoz, Courir, Les Éditions de Minuit
36. Annie Ernaux, Les Années, éd. Gallimard, coll. « Blanche »  (ISBN 9782070779222).
37. Alice Ferney, Paradis conjugal.
38. Élise Fischer, Confession d'Adrien le colporteur, éd. Presses de la Cité, coll. « Terres de France »
39. Michel Folco, Même le mal se fait bien, éd. Stock  (ISBN 2234060966)
40. Karine Fougeray, Ker Violette (premier roman), éd. Delphine Montalant
41. Jean-Louis Fournier, Où on va, papa ?, éd. Stock – Prix Femina 2008.
42. Claudie Gallay, Les Déferlantes, éd. du Rouergue, coll. La Brune  (ISBN 2841569349).
43. Anne-Marie Garat, L'Enfant des ténèbres, éd. Actes Sud
44. Tristan Garcia, La Meilleure part des hommes (premier roman), éd. Gallimard
45. Gilbert Gatoré (rwandais), Le Passé devant soi (premier roman), éd. Phébus – Prix Étonnants Voyageurs.
46. Olivier Germain-Thomas, La Traversée de la Chine à la vitesse du printemps, éd. du Rocher.
47. Anna Gavalda, La Consolante, éd. La Dilettante,  (ISBN 9782842631529)
48. Patrick Grainville, Lumière du rat (Grand prix de littérature de la SGDL), éd. du Seuil
49. Pierre Grimblat, Recherche jeune homme aimant le cinéma, éd. Grasset
50. Patrick Hutin, La Prisonnière du Tibet, éd. Robert Laffont
51. Stéphanie Janicot, Dans la tête de Shéhérazade, éd. Albin Michel – prix Femmes de lettres (Chanceaux).
52. Alexandre Jardin, Chaque femme est un roman, éd. Grasset
53. Régis Jauffret, Lacrimosa, éd. Gallimard, 218 p..
54. Alain Jessua, Un jardin au paradis, éd. Léo Schee
55. Tristan Jordis, Crack (premier roman), éd. Le Seuil
56. Yasmina Khadra, Ce que le jour doit à la nuit, éd. Julliard
57. Ariel Kenig et Gaël Morel, New Wave, éd. Flammarion
58. Maylis de Kerangal, Corniche Kennedy, éd. Verticales.
59. Julia Kristeva (psychanalyste), Thérèse mon amour, éd. Fayard
60. Dany Laferrière (haïtien), Je suis un écrivain japonais, éd. Grasset
61. Alexandre Lacroix, De la supériorité des femmes, éd. Flammarion.
62. Antoine Laurain, Fume et tue, éd. Le Passage
63. Michel Le Bris, La Beauté du monde, éd. Grasset
64. Marc Levy, Toutes ces choses qu'on ne s'est pas dites, éd. Robert Laffont  (ISBN 2221110005)
65. Henri Lœvenbruck, Le Rasoir d'Ockham, éd. Flammarion
66. Géraldine Maillet, French Manucure, éd. Flammarion
67. Dominique Mainard, Pour vous, éd. Joëlle Losfeld.
68. Francis Malka, Le Violoncelliste sourd, éd. Hurtubise HMH,  (ISBN 9782896471386)
69. Jean Mattern, Les Bains de Kiraly, éd. Sabine Wespieser
70. Armistead Maupin, Michael Tolliver est vivant, éd. de l'Olivier.
71. Yves de Mellis, Je suis noire mais je suis belle, éd. La bartavelle
72. Nine Moati, La Valise de Mademoiselle Lucie, éd. du Rocher
73. Hubert Monteilhet, Au Vent du boulet, éd. de Fallois  (ISBN 2877065952)
74. Kate Mosse, Sépulcre, éd. J.-C. Lattès
75. Guillaume Musso, Je reviens te chercher, éd. XO
76. Marie Nimier, Les Inséparables, éd. Gallimard
77. Jean-Luc Outers, Le Voyage de Luca, Actes Sud
78. Véronique Ovaldé, Et mon cœur transparent, éd. de l'Olivier
79. Emmanuelle Pagano, Les Mains gamines, éd. P.O.L.
80. Martin Page, Peut être une histoire d'amour, éd. de l'Olivier
81. Katherine Pancol, La Valse lente des tortues, éd. Albin Michel  (ISBN 9782226182319) – suite de Les Yeux jaunes des crocodiles.
82. Camille de Peretti, Nous vieillirons ensemble, éd. Stock  (ISBN 9782234061248)
83. Olivier Poivre d'Arvor, Le Voyage du fils, éd. Grasset
84. Philippe Pollet-Villard, La Fabrique de souvenirs, éd. Flammarion  (ISBN 2081203669).
85. Murielle Renault, Le Strip-Tease de la femme invisible, éd. Le Dilettante
86. Theresa Révay, La Louve blanche, éd. Belfond  (ISBN 2714442544)
87. Nathalie Rheims, Le Chemin des sortilèges, éd. Léo Scheer
88. Olivier Rolin, Un chasseur de lion, éd. Le Seuil
89. Frédéric Roux, L'Hiver indien, éd. Grasset & Fasquelle, janvier, 550 p.,  (ISBN 2246710219) – Prix Ciné Roman Carte Noire.
90. Jean-Christophe Rufin, Un léopard sur le garrot : Chroniques d'un médecin nomade, éd. Gallimard, janvier, 288 p.,  (ISBN 9782070782901).
91. Marion Ruggieri, Pas ce soir, je dîne avec mon père (premier roman), éd. Grasset  (ISBN 9782246708315)
92. Colombe Schneck, Val de grâce, éd. Stock
93. Antoine Sénanque, L'Ami de Jeunesse (premier roman), éd. Grasset
94. Bernard Souviraa, Parades, éd. de l'Olivier
95. Lucien Suel, Mort d'un jardinier, éd. La Table Ronde
96. Jean Teulé, Le Montespan, éd. Julliard, 336 p.,  (ISBN 2260017231)
97. Franck Thilliez, L'Anneau de Moebius, éd. Le Passage
98. Valérie Tong Cuong, Providence, éd. Stock
99. Élisabeth Tremblay, Filles de Lune t. 1 : Naïla de Brume, Mortagne, 430p., t. 2 : La Montagne aux sacrifices, Mortagne, 461 p..
100. Astrid Veillon, Pourras-tu me pardonner ? (premier roman), éd. Plon  (ISBN 2259206166)
101. Aude Walker, Saloon (premier roman), éd. Denoël
102. Claire Wolniewicz, Le Temps d'une chute, éd. Viviane Hamy

#### Auteurs traduits
1. Daniel Alarcón (péruvien), Lost City Radio (premier roman), traduit de l'anglais par Pierre Guglielmina, éd. Albin Michel, 356 p..
2. Sherman Alexie (américain), Flight, éd. Albin Michel, 202 p..
3. Martin Amis (anglais), La Maison des rencontres, éd. Gallimard, avril. Sur le goulag.
4. Aharon Appelfeld (israélien), La Chambre de Mariana, éd. de l'Olivier, février, 324 p..
5. Donald Antrim (américain), La Vie d'après, éd. de l'Olivier, janvier, 224 p..
6. Peter Behrens (canadien), La Loi des rêves, traduit par Isabelle Chapman, éd. Christian Bourgois, mars, 568 p.,  (ISBN 2267019698). Sur l'immigration irlandaise en Amérique.
7. Dermot Bolger (Irlande), Toute la famille sur la jetée du paradis, traduit par Bernard Hœpffner, éd. Joëlle Losfeld, 534 p..
8. Mirko Bonné (allemand), Un ciel de glace, traduit par Juliette Aubert, éd. Rivages, mars, 431 p.,  (ISBN 2743617837).
9. Joseph Boyden (canadien), Là-haut vers le nord, traduit par Hugues Leroy, éd. Albin Michel, février, 275 p.,  (ISBN 9782226182395).
10. Michael Bracewell (anglais), Un éternel jeune homme, traduit par Robert Davreu, éd. Phébus, 389 p..
11. James Cañón (colombien), Dans la ville des veuves intrépides (premier roman), traduit de l'anglais par Robert Davreu, éd. Belfond, 380 p.. Les femmes d'un village de montagne face à la guerre civile.
12. Daína Chaviano (cubaine), L'île des amours éternelles, traduit par Caroline Lepage, éd. Buchet-Chastel, mai, 360 p..
13. Harlan Coben (américain), Dans les bois, traduit par Roxane Azimi, éd. Belfond Noir, mars, 422 p..
14. Harlan Coben (américain), Mauvaise base, traduit par Paul Benita, éd. Fleuve noir, septembre, 384 pages  (ISBN 978-2-286-04546-3).
15. John Connolly (américain), La Proie des ombres, traduit par Jacques Martinache, éd. Presses de la cité, 443 p..
16. Robert Coover (américain), Noir, traduit par Bernard Hœpffner et C. Goffaux, éd. Le Seuil, 200 p..
17. David Davidar (indien), La Solitude des empereurs, traduit par Dominique Vitalyos, éd. Fayard, mars, 349 p.,  (ISBN 2213633703).
18. Richard Dawkins (britannique), Pour en finir avec Dieu, traduit par Marie-France Desjeux-Lefort, éd. Robert Laffont, mars, 425 p.,  (ISBN 9782221108932). Essai sur les croyances religieuses.
19. Don DeLillo (américain), L'Homme qui tombe, traduit par Marianne Véron, éd. Actes Sud, avril, 302 p.. Sur le thème du 11-Septembre.
20. Clare Dowling, Plaquées pour le meilleur, éd. Marabout, coll. Girls City, 474 p..
21. Margaret Drabble (anglaise), La Mer, toujours recommencée, traduit par Jean Serrien, éd. Phébus, avril, 380 p.. Sur le thème de la nostalgie amoureuse.
22. Nathan Englander (américain), Le Ministère des Affaires spéciales, traduit par Élisabeth Peellaert, éd. Plon, Feux croisés.
23. Ildefonso Falcones (catalan), La Cathédrale de la mer, éd. Robert Laffont, 614 p.. Saga vendue à 1,5 million d'exemplaires en Espagne. Fresque historique autour de l'église Santa Maria del Mar.
24. Zelda Fitzgerald (américaine), Accordez-moi cette valse (1932), éd. Pavillons Poche, 425 p..
25. Susan Fletcher (anglaise), Avis de tempête (second roman), traduit par Marie-Claire Pasquier, éd. Plon, coll. « Feux croisés », février, 444 p.,  (ISBN 9782259206488).
26. Ken Follett (anglais), Un monde sans fin, éd. Robert Laffont, octobre, 1296 p..
27. Richard Ford (américain), L’État des lieux, traduit par Pierre Guglielmina, éd. de l'Olivier, 729 p..
28. Elizabeth George, Le Rouge du péché, traduit par Anouk Neuhoff, éd. Presses de la Cité, octobre, 523 p..
29. Elizabeth Gilbert, Mange Prie Aime, traduit par Christine Barbaste, éd. Calman Lévy, mars, 453 p..
30. Marco Tullio Giordana (italien), La Voiture de papa, traduit par Nathalie Castagné, éd. Lattès, 340 p.. Sur le thème de la fidélité à l'engagement politique face à la réalité, un « crabe-tambour » à l'italienne. Un médecin, issu d'une riche famille milanaise est rattrapé par son passé dans les Brigades rouges.
31. Stuart Hill (anglais), La Dernière Bataille de Haute-Froidurie (The Last Battle of Icemark).
32. Siri Hustvedt (norvégienne), Élégie pour un Américain, éd. Actes Sud, 400 p..
33. Jill Kargman (américaine), Momzillas, traduit par Leslie Boitelle, éd. du Fleuve Noir, février, 269 p..
34. Stephen King alias Richard Bachman (anglais), Blaze, traduit par William Olivier Desmond, éd. Albin Michel, avril,  (ISBN 2226182357).
35. Sophie Kinsella (anglaise), L'accro du shopping attend un bébé, traduit par Daphné Bernard, éd. Belfond, mai, 427 p..
36. Hanif Kureishi (britannique), Quelque chose à te dire, traduit par Florence Cabaret, Christian Bourgois Éditeur, 560 p.,  (ISBN 9782267019926)
37. Raffaele La Capria (italien), Blessé à mort (1961), traduit par Vincent d'Orlando, éd. L'Inventaire, 238 p.. Troisième roman d'une trilogie napolitaine.
38. Camilla Läckberg (suédoise), La Princesse des glaces, traduit par Lena Grumbach et Marc de Gouvenain, éd. Actes Sud, avril, 381 p..
39. Stieg Larsson (suédois), Millenium, tome 1 : Les Hommes qui n'aimaient pas les femmes, éd. Actes Sud.
40. Margaret Laurence (canadienne, 1926-1987), L'Ange de Pierre, traduit par Sophie Bastide-Foltz, éd. Joëlle Losfeld, janvier, 317 p..
41. Doris Lessing (anglaise) :
  1. Le Rêve le plus doux, éd. J'ai lu, 635 p..
  2. Alfred et Emily, éd. Flammarion, 280 p..
42. Marina Lewycka (anglaise), Une brève histoire du tracteur en Ukraine, traduit par Sabine Porte, éd. des Deux Terres, 424 p.,  (ISBN 978-2848930503).
43. Tim Lott (anglais), Les Secrets amoureux d'un don Juan (troisième roman), traduit par Annick Le Goyat, éd. 10/18, 308 p..
44. Katarina Mazetti (suédoise), Entre le Chapeau rouge et le loup, c'est fini, traduit par Max Stadler et Lucile Clauss, éd. Gaïa, février, 203 p.,  (ISBN 2847201114).
45. Cormac McCarthy (américain), La Route, éd. de l'Olivier, janvier, 256 p.. Prix Pulitzer 2007.
46. Val McDermid (écossais), Noirs tatouages, traduit par Philippe Bonnet et Arthur Greenspan, éd. Le Masque, 360 p..
47. Ian McEwan (anglais), Sur la plage de Chesil, traduit par France Camus-Pichon, 149 p., éd. Gallimard. Deux fiancés font le point avant le mariage.
48. Nuala O'Faolain (irlandaise), Best Love Rosie, éd. Sabine Wespieser, septembre, 529 p..
49. Maggie O'Farrell (irlandaise), L'Étrange disparition d'Esme Lennox, traduit par Michèle Valencia, éd. Belfond, mars, 256 p.,  (ISBN 9782714443342). Sur les internements abusifs en Irlande dans les années 1920.
50. Elliot Perlman (australien), L'Amour et autres surprises matinales (second roman), éd. Robert Laffont, janvier, 342 p.,  (ISBN 9782221095287).
51. Henry Porter (anglais), Brandebourg, traduit par Jean-François Chaix, éd. Calmann-Lévy, 457 p..
52. Richard Powers (américain), La Chambre aux échos, traduit par Jean-Yves Pellegrin, éd. Le Cherche midi, avril, 470 p.,  (ISBN 9782749109374).
53. Thomas Pynchon (américain), Contre-jour (titre original : Againt the day), traduit par Claro, éd. du Seuil, septembre.
54. Richard Russo (américain), Le Pont des soupirs, éd. Quai Voltaire, 727 p..
55. Salman Rushdie (britannique), L'Enchanteresse de Florence, éd. Plon.
56. Elif Shafak (turque), Bonbon Palace, éd. Phébus.
57. Gary Shteyngart (russo-américain), Absurdistan, éd. de l'Olivier, février, 416 p..
58. Vladimir Sorokine (russe), Journée d'un opritchnik, éd. de l'Olivier, février, 256 p..
59. Danielle Steel (américaine), Princesse, traduit par Edwige Hennebelle, éd. Presses de la Cité, janvier, 332 p.,  (ISBN 9782258074415).
60. Danielle Steel (américaine), Sœurs et amies, éd. Presses de la Cité, mai, 340 p.,  (ISBN 2258074428).
61. Martin Suter (suisse), Le Dernier des Weynfeldt, traduit par Olivier Mannoni, éd. Christian Bourgois, avril, 339 p.,  (ISBN 2267019795).
62. Tákis Theodorópoulos (Grec), L'Invention de la Vénus de Milo, éd. Sabine Wespieser.
63. Paul Torday (anglais), Partie de pêche au Yémen, traduit par Katia Holmes, éd. J.-C. Lattès, janvier, 370 p.,  (ISBN 9782709628808).
64. Galsan Tschinag (mongol), L'Enfant élu, traduit par Isabelle Iber, éd. Métailié, février, 315 p.,  (ISBN 2864246406).
65. John Updike (américain), Terroriste, traduit par Michèle Hechter, éd. du Seuil, avril, 318 p.. Sur le thème des convertis à l'Islam et à l'islamisme.
66. Oscar Van den Boogaard (néerlandais), La Plage verticale, traduit par Marie Hooghe, éd. Sabine Wespieser, janvier, 352 p.,  (ISBN 2848050594). Sur le thème de l'impuissance féminine à profiter de la libération sexuelle.
67. Sandro Veronesi (italienne), Chaos calme, traduit par Dominique Vittoz, éd. Grasset & Fasquelle, mars, 504 p.,  (ISBN 2246724317).
68. Vendela Vida (américaine), Soleil de minuit, éd. de l'Olivier, février, 240 p..
69. Jorge Volpi (mexicain), Le Temps des cendres, traduit par Gabriel Iaculli, éd. du Seuil, janvier, 540 p.,  (ISBN 9782020950268).
70. Jeannette Walls (américaine), Le Château de verre, traduit par Bella Arman éd. Robert Laffont, 375 p.. La vie d'une famille hippie.
71. Larry Watson (américain), Sonja à la fenêtre, traduit par Pierre Furlan, éd. 10/18, 322 p..
72. Josef Winkler (autrichien), Langue maternelle, traduit par Bernard Banoun, éd. Verdier.
73. Xiaolu Guo (chinoise), Petit dictionnaire anglais-chinois pour amants, traduit de l'anglais par Karine Laléchère, éd. Buchet-Chastel, 333 p..
74. Stefan Zweig (autrichien), Le Voyage dans le passé, traduit par Baptiste Touverey, éd. Bernard Grasset, 172 p.. Une histoire d'amour.
75. Les Plus belles histoires d'amour 1978-1988, éd. Harlequin. Rééditions du trentenaire.

#### Romans policiers et thrillers
1. Pascale Chouffot, Nitro (premier roman), éd. JC Lattès, avril, 381 p.. Policier autour d'une jeune lieutenante de police.
2. Michael Connelly (américain), À genoux, éd. Le Seuil, avril, 236 p.. Roman policier.
3. Patricia Cornwell (américaine), Une enquête de Kay Scarpetta, registre des morts, traduit par Andrea-H Japp, éd. des Deux Terres, mars 2008, 467 p.,  (ISBN 2848930519). Roman policier.
4. Alain Demouzon et Jean-Pierre Croquet, Fromental et l'androgyne, éd. Fayard, 358 p.,  (ISBN 9782213634494). Thriller.
5. Tana French (irlandaise), La Mort dans les bois (premier roman), traduit par François Thibaux, éd. Michel Lafon, 473 p.. Thriller en Irlande.
6. Alan Furst (américain), Le Sang de la Victoire, traduit par Jean Esch, éd. de l'Olivier, coll. « Série noire », 302 p.. Roman d'espionnage lors de la Seconde guerre mondiale.
7. Jean-Christophe Grangé, Miserere, éd. Albin Michel, septembre, 528 p., roman noir.
8. Sylvie Granotier, Tuer n'est pas jouer, éd. Stock, janvier, 256 p.,  (ISBN 9782226182265). Un thriller dans le monde du théâtre.
9. Chris Haslan, Alligator Strip, traduit par Jean Esch, éd. Le Masque, 320 p.. Roman policier
10. David Hepburn, Le Cercle du silence, éd. Les Nouveaux Auteurs, juin, 640 p.,  (ISBN 978-2-917144-28-2). Thriller sur l'enlèvement d'adolescents en Europe, Grand Prix Roman de l'été Femme Actuelle
11. Cody McFadyen (américain), Shadow Man (premier roman), éd. Robert Laffont, février, 425 p.,  (ISBN 2221105877). Thriller.
12. Anthony Moore (anglais), Swap, traduit par Jean Esch, éd. Liana Levi, 350 p.. Thriller.
13. Steve Mosby (anglais), Un sur deux, traduit par Étienne Menanteau, éd. Sonatine, février, 414 p.,  (ISBN 9782355840081). Thriller sur le thème du tueur en série.
14. Gilda Piersanti (italienne), Jaune Caravage, éd. Le Passage, mars, 280 p.,  (ISBN 9782847421132). Le quatrième thriller de l'inspecteur Mariella De Luca.
15. Romain Sardou :
  1. Personne n'y échappera, éd. Pocket, janvier, 399 p..
  2. Délivrez-nous du Mal, éd. XO, 21 août, 376 p..
  3. Sauver Noël. Et si cette année Noël n'avait pas lieu, éd. Pocket, 2 octobre.
  4. L'Arche de Noël, éd. XO, 6 novembre, 399 p..
16. Jean-Marc Souvira (ex-commissaire de police), Le Magicien (premier roman), é. Fleuve noir, 408 p.. Thriller.
17. Kate Summerscale (anglaise), L'Affaire de Road Hill House, traduit par Éric Chédaille, éd. Christian Bourgeois, 527 p.. Roman policier dans l'Angleterre victorienne.
18. Fred Vargas, Un lieu incertain, éd. Viviane Hamy, Chemins nocturnes, juin, 383 p.. Roman policier.
19. Minette Walters (anglaise), L'Ombre du caméléon, traduit par Nathalie Gouyé-Guilbert, éd. Robert Laffont, 398 p.. Thriller.

#### Livres pour la jeunesse
1. Blanca Alvarez, Le Pont des cerisiers, traduit par Anne Calmels, éd. Flammarion, Castor Poche, 157 p..
2. Antoine Auger, Céline Bathias et Dimitri Casali, 100 dates de l'Histoire du monde, éd. Flammarion.
3. Stella Baruk, Dico de mathématiques, éd. Le Seuil.
4. Sylvie Bednar, Anne Steinlein (illustrations) et Christelle Guénot (illustrations), Les Drapeaux du monde expliqués aux enfants, éd. La Martinière Jeunesse.
5. Sophie Carquain, Petites leçons de vie : pour l'aider à s'affirmer, éd. Albin Michel. Quarante contes.
6. Alphonse Daudet, illustration Pierre Guilmard, Tartarin de Tarascon, rééd. Adonis, coll. Romans de toujours. Accompagné d'un CD et d'un dossier culturel.
7. Don DeLillo, L'Homme qui tombe, éd. Actes Sud.
8. Marc Ferro : Des grandes invasions à l'an mille, éd. Plon, coll. Raconté en famille.
9. Marc Ferro : Atlas de l'histoire de la France médiévale, éd. Autrement.
10. Gustave Flaubert, Madame Bovary, reéd. Adonis, coll. Romans de toujours.
11. Roderick Gordon et Brian Williams, Tunnels, traduit par A. Regnauld, éd. Michel Lafon, mars 2008, 440 p.,  (ISBN 2749908191).
12. Françoise Grard, illustrations de Benoît Perroud, C'est la soupe à la grimace, éd. Actes Sud.
13. Yves Grevet, Méto, La Maison, tome 1, éd. Syros, 247 p..
14. Georges Hagen, Les Grandes Espérances du jeune Bedlam, éd. Belfond. Deux histoires de familles.
15. Lian Hearn, Le Clan des Otori, tome V. Le Fil du destin, traduit par Philippe Giraudon, éd Gallimard Jeunesse, janvier, 599 p..
16. Charles Higson (américain), L'Encombrant Mister Kitchen, traduit par Guy Abadia, éd. Le Rocher, 250 p..
17. Michel Honaker, Les Survivants de Troie. Le prince sans couronne (tome 1), éd. Flammarion. Les aventures d'Énée après la destruction de Troie.
18. Sophie Humann et Emmanuel Cerisier (illustrations), L'Incroyable voyage de Monsieur de La Pérouse, éd. Gulf Stream.
19. Alice Kuipers, Ne t'inquiète pas pour moi, traduit par Valérie Le Plouhinec, éd. Albin Michel 242 p..
20. Lucie Leprêtre, L'Envol de Petit Aigle, XO éditions.
21. Jimmy Liao, Les Ailes, traduit par Stéphane Lévêque, éd. Bayard Jeunesse, 134 p..
22. Jean-François Ménard, Mam'Zelle Dédé, éd. Gallimard Jeunesse. Sur le thème de la voiture qui parle.
23. Stephenie Meyer, Révélation (saga Twilight, tome 4), éd. Hachette Roman.
24. Philippe Nessmann, À l'assaut du ciel, la légende de l'Aéropostale, éd. Flammarion, 164 p.. L'aventure de Henri Guillaumet.
25. Sally Nicholls, Quand vous lirez ce livre, éd. Pocket Jeunesse.
26. Jean-Côme Noguès, Luern ou l'hiver des Celtes, éd. Gallimard Jeunesse, mars, 188 p..
27. Christine Pedotti et Michel Dubost, Théo junior : L'Encyclopédie catholique pour les jeunes, éd. Mame-Théo, février, 320 p..
28. Brian Selznick (américain), L'Invention de Hugo Cabret, traduit par Danièle Laruelle, éd. Bayard Jeunesse, 533 p..
29. Alain Serres, Je serais les yeux de la terre, illustration Zaü, photos de l'Agence Altitude, éd. Rue du Monde. La vie de notre planète, et de ses richesses en danger.
30. Robert Louis Stevenson, L'Île aux trésors, reéd. Adonis, coll. Romans de toujours.
31. Fabienne Thiéry, Catherine Gendrin, Vanessa Hié, La Grande Montagne des contes chinois, éd. Rue du Monde, juin, 141 p..
32. Dominique Torrès, Tu es libre !, éd. Bayard Jeunesse, 160 p.. Une famille esclave des Touaregs au Niger.
33. Brenda Vantrease, Le Marchand d'indulgences.

## Théâtre et spectacles
1. Le 30 mars 2008 a eu lieu au théâtre Hans Otto à Potsdam en Allemagne la première mondiale sur scène des Versets sataniques. La mise en scène est de Uwe Laufenberg et la pièce dure près de quatre heures.
2. Avril 2008 : Première à la Comédie-Française, 55 marionnettes à taille humaine d'Émilie Valantin et les comédiens sont réunis et mélangés dans Vie du grand dom Quichotte et du gros Sancho Pança, une parodie du roman de Cervantès.
3. Mai 2008 : Sophie Artur et Marie Giral, Je vous salue Mamie.
4. Juin 2008 : Le prix Théâtre de la fondation Diane et Lucien Barrière est attribué à Sébastien Thierry pour sa pièce Cochons d'Inde.
5. Le Comique au Théâtre Fontaine, avec Pierre Palmade et Anne-Élisabeth Blateau.
6. Le Mariage forcé de Molière, mis en scène par Pierre Pradinas au Studio de la Comédie-Française.
7. Le Suicidé de Nikolaï Erdman, mis en scène par Volodia Serre au Théâtre 13, avec Alexandre Steiger, Catherine Salviat et Olivier Balazuc.
8. Happy Child de la chorégraphe Nathalie Béasse

## Décès
- 14 janvier : Lento Goffi, 84 ans, écrivain, poète et critique littéraire italien (° 15 novembre 1923).
- 11 février : Boris Schreiber, 84 ans, écrivain français. (° 29 mai 1923).
- 18 février : Alain Robbe-Grillet, 85 ans, écrivain et cinéaste français. Membre de l'Académie française. (° 18 août 1922).
- 23 février : Josep Palau i Fabre, 90 ans, poète et écrivain espagnol d'expression catalane. (° 21 avril 1917).
- 28 février : Michel Bataille, 81 ans, écrivain français. (° 25 mars 1926).
- 19 mars : Arthur C. Clarke, 90 ans, écrivain britannique de science-fiction. (° 16 décembre 1917).
- 19 mars : Hugo Claus, 78 ans, écrivain belge. (° 5 avril 1929).
- 21 mars : Raymond Leblanc, 92 ans, fondateur du Journal de Tintin et des Éditions du Lombard, coéditeur du journal Pilote.
- 26 mars : Anatoli Azolski, 77 ans, écrivain russe. (° 27 juillet 1930).
- 17 avril : Aimé Césaire, 95 ans, poète et homme politique martiniquais (° 26 juin 1913).
- 8 mai : Luigi Malerba, écrivain italien (° 11 novembre 1927)
- 9 juin : Algis Budrys, écrivain américain de science-fiction, mort à 77 ans.
- 12 juin : Anatoli Kalinine, écrivain soviétique, à 91 ans (° 22 août 1916).
- 4 juillet : Thomas M. Disch, écrivain américain, mort à 68 ans.
- 11 juillet : Anatoli Pristavkine, écrivain soviétique, à 76 ans (° 17 octobre 1931).
- 3 août : Alexandre Soljenitsyne, 89 ans, écrivain et dissident russe (° 11 décembre 1918).
- 9 août : Mahmoud Darwich (محمود درويش), poète palestinien, président de l'Union des écrivains palestiniens et fondateur de la revue littéraire Al-Karmel (° 13 mars 1941).
- 14 octobre : Barrington J. Bayley, écrivain britannique de science-fiction, mort à 71 ans.
- 4 novembre : Michael Crichton, écrivain américain de thriller et de science-fiction, scénariste et producteur de films, mort à 66 ans.